# YAWARA!
『YAWARA!』（ヤワラ）は、浦沢直樹による日本の漫画作品。『ビッグコミックスピリッツ』（小学館）にて1986年30号から1993年38号まで連載された。第35回（平成元年度）小学館漫画賞受賞作。2021年5月時点で累計発行部数は3000万部を突破している。

## 概要
祖父・猪熊滋悟郎の英才教育を受けて並外れた柔道の才能を持つ主人公・猪熊柔が、｢普通｣の女の子になりたいという願いと、自身の柔道の才能との間で葛藤しつつも徐々にその力を発揮し、バルセロナオリンピックにて二階級制覇に挑むまでを描いた作品である。柔道をテーマにしながらも、それまでの定型的なスポーツ漫画とは異なる爽やかさやコメディタッチの展開が特徴となっている。青年漫画であるため、初期には「かわいい女の子のサービスカット」もあったが、物語が進むにつれ徐々に減っていった。作者の浦沢は本作品のヒットにより人気作家となり、その後『MONSTER』の連載開始からしばらくの間までは「ライト感覚の作家」として社会的に認知されるに至った。
1989年に日本テレビ系列でテレビアニメ化され、同年に実写映画化もされた。アニメは1992年まで放送された。また、テレビアニメでは放送されなかったバルセロナオリンピック編は、後にアトランタオリンピックに合わせ、金曜ロードショーでTVスペシャルとして放送された。
また本作品の連載当時、『JIGORO!』と題したスピンオフ漫画が『増刊ビッグコミックスピリッツ』（小学館）1988年10月20日号から1991年4月11日号にかけて連載された。この作品は柔の祖父・滋悟郎の若き日の姿を描いたもので、『浦沢直樹傑作短編集』として単行本化や文庫本化がされている。

## 作品背景
作者の浦沢は当初、『MONSTER』のような医療ものの連載を企画していたが、編集者の反応は芳しくなかった。その後、担当編集者と打ち合わせを続ける中で浦沢が「女子柔道でもやりますか」と切り出し、さらに「ヤワラって女の子が天才柔道家でさ、あとは『巨人の星』みたいにして描けばいいからさ」と畳みかけたところ、編集者の反応が良く、連載に至った。本作の連載にあたり梶原一騎および梶原原作の野球漫画『巨人の星』は特に意識したという。
また、それまでの浦沢は『パイナップルARMY』などの骨太な作品を得意とし、作品作りにおいてもドラマから入る傾向があったが、キャラクターから作品作りに入る方法も身に付けたいと考え、それまでご法度にしてきた「主人公は女の子」「スポーツもの」といった分野にあえて取り組んだとも語っている。そのため漫画マニアの間では批判もあったというが、浦沢はそれまで自身に欠けていた課題に取り組んだ『YAWARA!』は実験作であり、その辺りに誤解があると語っている。
一方、連載当初の浦沢は本作を真面目なスポーツ漫画に留めるつもりはなく、パロディ漫画とすることを意図していたといい、雑誌『インビテーション』2006年5月号での宇多田ヒカルとの対談の中で以下のように語っている。
ただし、連載を続けるうちに浦沢の思惑とは反して「ライト感覚のスポーツ漫画」といった体裁となり、ゴールデンタイムでのアニメ化も決まり子供たちから熱烈な支持を受けると、そうした読者を裏切るような展開を描く訳にも行かず「随分とエライものをしょいこんじゃったな」と途方に暮れる思いだったという。

## 影響・評価
本作品はアニメ化の影響もあり大ヒットを記録し、当時活躍していた女子柔道選手の田村亮子（後の谷亮子）とともに柔道ブームの火付け役となった。本作品の影響により中学校や高校の部活動において女子柔道部員が急増するなど競技人口が拡大し、それに応じてほぼ皆無に等しかった女子の地方大会が実施されるようになり、男性の競技と見なされていた柔道が女性競技者に対しても門戸を積極的に開く契機となった。また、本作品の主人公・猪熊柔にあやかり実在の田村も「ヤワラちゃん」のニックネームで呼ばれるようになったが、女子柔道の強者はそれまで富田常雄の小説『姿三四郎』にあやかったニックネーム「女三四郎」と呼ばれるケースが多く、それ以来のケースとなった。本作品は田村のニックネームという要素も相まって社会的認知度を高めた。格闘技に限定すれば、初心者が競技を始める上での動機付けという点では『空手バカ一代』の影響力を上回るのではないかとも指摘されている。
漫画コラムニストの夏目房之介は、浦沢が「『YAWARA!』は実験作だった」と発言していることについて、「相当冷静に、客観的に自分の表現したいモノと、それを表現できる方法、さらにそれを娯楽として成功させるにはなにが必要かを考えていないと、いえるもんじゃないのだ」と評価し、それまで大友克洋の亜流という存在だった浦沢が本作品の発表により大衆娯楽的な表現方法を習得し、大友の影響下から脱することに成功したとしている。一方、作品自体は「江口寿史の『かわいい女の子』のサービスカット、『巨人の星』の親子関係と父のライバル特訓、『めぞん一刻』のすれ違いなどなど。数えればなぞりや類似を指摘できるだろう」とし、これは浦沢本人が「メジャーなヒット作の要素を習得するべく意図的に繰り込んだもの」と評している。ただし、こうした意図的な取り組みについて「当時『パイナップルARMY』に注目しながら、この手つきの『あざとさ』に幻滅したマンガ好きの読者もいただろう」と指摘している。

## あらすじ
スポーツ新聞記者・松田耕作とカメラマン・鴨田は、1986年のある日、ひったくり犯の逃走現場に遭遇、華奢で可憐な女子高生が見事な巴投げで犯人を投げ飛ばす様を目撃する。この少女の名は猪熊柔。世界的に著名な柔道家・猪熊滋悟郎の孫娘で、祖父から英才教育を受けた天才柔道家だったが、彼女を「センセーショナルにデビューさせたい」滋悟郎の意向で公式試合はおろか、柔道をしていることすら隠していた。しかし、当の柔はオシャレや恋をする「普通の女の子」になりたいため、柔道をやめたがっていた。あまりにも強くなり過ぎた柔にライバルの必要性を感じた滋悟郎は、数多くのスポーツで頂点に立った大富豪の令嬢、本阿弥さやかを挑発、さやかは、1か月の特訓後、柔の前に現れるが、あっさり敗北、滋悟郎のもくろみ通り柔のライバルになる。
1987年、初詣で晴れ着切裂き魔を取り押さえ、柔道界入りを松田らにスクープされたさやかだが、実は柔に助けられていたことを潔しとせず、さらに対抗心を燃やし、鳴り物入りで柔道デビューする。テレビでさやかが自分のライバルは「柔」だと公言、マスコミの「柔」探しが始まる。当初はしらを切っていた滋悟郎だが、「柔」が孫の柔であることを認めつつも、松田らの独占スクープを断り、公式デビューさせるべく、テレビ局に柔の売り込みに行く。今度は、松田らが妨害、猪熊家をスパイしに来た本阿弥さやかのコーチ風祭進之介に柔が技をかけている現場を押さえスクープ記事を出す。
松田は、押寄せるマスコミから柔を救い出すが、言い争いになった柔に堤防の階段から投げ落とされ、心配して戻って来た居場所のない柔をアパートの自室に匿う。柔は部屋を片付け、買い物に行き、料理を作り、二人は初めてまともに会話する。松田が自室前の通路で寝た翌朝、テレビで滋悟郎のさやかのコーチ就任の噂を聞き、柔は柔道競技から離れ、普通の女の子になりたいという思いを強くする。柔の本心を聞いた松田は、気晴らしに柔を遊園地に誘い、自らの夢を犠牲に柔に協力、日本選手権72kg超級覇者、藤堂由貴とのエキシビション・マッチを設定、わざと負けるように提案する。この、見た目は柔と松田の最初のデートで、物語を通し最も長く二人きりで過ごした時から、柔と柔道、松田、家族との物語が動き出す。4月12日日曜、試合当日、藤堂が予想外に弱く、少し攻め負ける意図を隠す計画が狂い、滋悟郎にほぼバレた時、突然の母猪熊玉緒の帰省に驚いた柔はつい勝ってしまう。翌日、柔が通う武蔵山高校に柔フィーバーが起こる。1年生で不良の須藤につけ回されて頭に来た柔は、柔道部の先輩を見下す彼の性根を叩き直すため、曲がりなりにも柔道に向き合い、花園薫率いる弱小柔道部を鍛え勝利に導く。柔は、須藤らにより無理矢理柔道部のコーチにされる。一方、滋悟郎は柔のクジTV杯柔道選手権大会出場を勝手に決め、これを聞いた松田は報道陣に囲まれて柔が試合出場を拒否しないよう、柔を無理に連れ出して風祭とさやかの練習風景を見せるが、柔は意気消沈、柔が風祭に気があると感じとった松田は風祭に柔を試合に出るように説得させる。なおも迷う柔だが、母から、5歳の柔が、父猪熊虎滋郎を巴投げで投げたため父が失踪し柔道が原因で家族がバラバラなのではなく、離れていても柔道で家族が繋がっていると聞いたことなどから、大会に出場、さやかを2秒で破る。柔は松田の協力も得て同日に団体戦で奮闘する柔道部を、初戦突破に導き、一生懸命やることの素晴らしさを教わる。柔は、柔道部のない三葉女子短大家政科を志望し受験勉強に打ち込み、西海大学で柔道をさせたい滋悟郎と対立する。既に柔は一躍世界中の女子柔道家から注目を集める存在で、特に単身来日したカナダのジョディ・ロックウェルは、しばらく猪熊家に居候し、滋悟郎の指導で柔道家として成長、柔との友情も育む。ジョディとの試合で真剣になった柔は、負傷したジョディに試合中止を納得させるため、大会での再戦を約束し、また、真に強い相手と対戦した楽しさを覚える。ジョディと公式に戦うには世界選手権クラスへ出場する必要があり、受験勉強と並行して戦績を積むため、柔は滋悟郎に試合の過密スケジュールを組まれる。その矢先、世界柔道選手権でジョディがソ連のアンナ・テレシコワに敗れて靱帯を断裂、オリンピック出場が絶望的となり、柔はやる気を失う。しかし1988年1月、ジョディから再戦を誓う手紙が届き、滋悟郎が試合出場を条件として三葉女子短大の受験を許可したため、前向きに戦績を積み上げだす。試合での不注意により右手首を捻挫するが、松田の支援を得て、柔は滋悟郎の意に反して三葉女子短大に合格。松田が気になり始めた柔だが、酔った時、「記事を書く」と言った松田を投げとばし、取材優先の松田への不満を示すようになる。玉緒に説得されて滋悟郎も入学を許可する。
三葉女子短大へ進学した柔は、すぐに親友となる伊東富士子と知合う。彼女も幼少期からバレリーナとして英才教育を受けていたが、伸び続ける身長のため、バレエを諦めざるを得なくなり、境遇の似た柔とは気が合う。柔が富士子と共に始めたアルバイトは、初日に滋悟郎にバレ、継続の条件に、全日本選手権出場等を申し付けられ、ディスコで相手の男を投げ、サークルに顔を出せなくなり、柔道が元で問題多発の中、富士子は柔の正体に気づく。柔は富士子に世界の舞台に羽ばたくという叶えられなかった夢を託され、全日本選手権に出場、優勝と同時に、滋悟郎の思惑通り自身の技をタマランチ会長に見せつけ、公開競技ながらソウルオリンピックでの無差別級開催を決定させる。ジョディや富士子らに励まされても、前向きになれない柔も、母からソウルに父・虎滋郎がいるらしいと聞き、父親に会うためソウル五輪に出場する。さやからが金メダルを逃す中、柔はベルギーのベルッケンスを破り、決勝戦のソ連のテレシコワ戦で裏投げを受け失神、父と松田の声と影を混同しつつ覚醒、苦戦するも勝利、無差別級で金メダルを獲得、女子柔道界最強の座を不動のものとする。しかし、滋悟郎が父の失踪原因は5歳の柔の巴投げと明言、家族がバラバラなのは自分の柔道が原因と思い、柔は柔道を辞めると松田に告げる。松田が柔の心の支えであることも示唆される。柔の気持ちを知った富士子は柔がジョディの結婚式に出向いた間に、柔を介して知り合った花園に相談、滋悟郎をコーチに迎え、柔に内緒で全員初心者の柔道部を設立。日本最強の筑紫大学との試合を設定し柔を誘い出す。試合に奮闘するも敗北、涙する部員たちを見た柔は、彼女たちを2か月後の紫陽花杯女子学生団体対抗大会までに勝つチームに育てるべく柔道部に入る。富士子はバレエで培った素養を思わぬ形で開花させ、紫陽花杯でさやかと引き分けるまでに成長する。柔との対決を逃したさやかは、ソウル五輪以来居候状態だった虎滋郎にコーチを承諾させ山籠りに入る。紫陽花杯で団体戦に勝利した柔は、父親探しの目的も兼ねて旅行会社を第一志望に就職活動に入る。今度こそ柔の西海大学編入を企む滋悟郎は、富士子を唆し柔も入学するからと西海大学への推薦枠を獲得すべく、柔と共に全日本体重別選手権に出場させる。選手権の最中に滋悟郎の柔の就活妨害が発覚、再び進路の対立が顕在化する。一方、柔は富士子を励ますための約束を果たし、ユーゴスラビアの世界選手権に一緒に行く。さやかの沈黙に退屈していた滋悟郎は柔と鎬を削る新たなライバルへ育て上げるべく富士子を無差別級に出場させ、富士子は4位と健闘。柔は松田の不在による不安で不調に陥るが、間一髪で駆け付けた松田の声援を得た瞬間、ソ連のフルシチョワを下し優勝する。就職活動を巡る柔と滋悟郎の対立は三葉女子短大と来日中のフランスの強豪セーヌ大の両柔道部の試合結果に委ねられ、点取り試合という不利な条件ながら三葉女子大が勝利、柔は柔道部のない旅行会社鶴亀トラベルへの就職の許可を滋悟郎から得る。
鶴亀トラベルへ就職した柔だが、上司の羽衣と柔自身の判断ミスで柔道と仕事のダブルブッキングが起き、仕事を優先、1990年4月22日の全日本選手権の欠場を考える。柔は羽衣と松田の連携で試合会場へ送られ、準決勝戦のさやかと決勝戦の富士子を下して優勝する。柔は自分の試合のために負傷した松田に感謝するが、邦子に騙され、松田と距離を取るようになる。体重別選手権も制した柔は、彼氏の花園に会ってもらえず不調状態の富士子の相談に乗り、花園から富士子に向き合える男になるため、10月の正直杯で結果を出すまでは会わないという決心を聞く。滋悟郎も柔の練習相手に丁度良いと判断、花園の特訓に協力する。個人戦で花園は健闘するも2位に終わるが、富士子に称えられ二人は結ばれる。1991年、復調し、福岡国際女子柔道選手権でも柔と共に優勝した富士子だが、花園の子供を妊娠、柔道を引退する。全日本選手権を連覇した柔の勢いに乗り、鶴亀トラベルにも滋悟郎を名誉顧問に迎えて柔道部が設立される。7月のバルセロナ世界選手権出場権のかかった全日本体重別選手権に向けて柔道と仕事に打ち込む中、柔は虎滋郎がさやかのコーチで自分の敵になっていたと知り、ショックから全日本体重別選手権の試合を放棄、初の公式試合敗戦となる。邦子に松田が邦子と結婚し記者を辞めると騙され、自分は松田の取材対象でしかないと誤解中の柔は、松田を遊園地へ誘った後、松田から遠ざかる。さやかがバルセロナ世界選手権出場権を制する一方、松田は柔道に柔を復帰させようと、出産前の富士子に復帰を懇願する。滋悟郎からも同じ頼みを受けた富士子は娘に胸を張れる母になるためにも12月から柔道を再開。だが滋悟郎への反発と、松田に対する誤解と失望から、柔は富士子を利用した2人に強く怒り、かえって引退の意思を固める。しかし、12月24日夜、滋悟郎が部屋に置いた松田の記事を見た柔は、彼の記事から歓声が聞こえ、ずっと自分を見守っていてくれたことに心打たれ、松田のもとに駆け付け、柔道をやるから記者をやめないで、と嘆願、父との対立を覚悟の上で「本気」になって柔道に復帰する。滋悟郎はさやかへの挑発と子育てに忙しい富士子の体力温存を兼ね、柔、富士子ともに1992年5月の体重別選手権一回きりの勝負でバルセロナへの勝負をかけるように言い渡す。虎滋郎の最後の指導を受けたさやかの、蟻地獄のような凄まじい寝技に右腕を負傷、苦戦の中、松田の声援を受け、父親のトラウマを克服した柔は勝利、心からの楽しみを感じる。当夜、猪熊家の廊下で松田が柔に「君のことがす」と言いながら顔を近づけたところで邪魔が入り、五輪の試合開始前までを簡単に描いてアニメ本編は終了、設定を変えたスペシャルへと続く。柔と富士子は共にバルセロナ五輪へ出場、銅メダルを獲得した富士子と柔は喜びあう。だが、虎滋郎は、さやかの外、柔と同じ48 kg以下級の小柄なフランスのマルソーを、一本背負いを得意とする、もう一人の柔とも言える選手に育てており、柔は決勝戦で対戦する。柔は、富士子の機転により松田不在という不安を払拭、出鼻に技ありを取られるも逆転、マルソーを破り、現れた父と再会、父の真意が娘への憎悪ではなく愛情だと知り、素直に柔道と向き合えるようになる。
松田の結婚話が嘘と知り、眠れぬ夜を過ごした柔だが、松田の激励を受け、全力を尽くすことを心で松田に誓い、日本代表対カナダ代表として、かつてのジョディとの再戦の約束を、遂に果たす時、無差別級決勝に臨む。激戦の末にジョディを破りオリンピック2連覇を果たした柔に、滋悟郎の念願だった国民栄誉賞受賞が決まる、が、同時に松田のアメリカへの転勤も決まる。五輪以降、姿を見せず、転勤する松田の件を柔は涙ながらに富士子に訴える。柔は授賞式に現れ、暴漢扱いされた松田を救出、空港へ同行、松田の姿が搭乗口への下りエスカレーターに消え、嗚咽するが、松田が戻って来て、互いの気持ちを打ち明ける。柔が、アトランタ五輪まで待てないからと、アメリカ行きの資金をためながら、いつも通りの日々を送る中で物語は終わる。

## 登場人物

### 猪熊家
猪熊 柔（いのくま やわら）
声 - 皆口裕子
本作の主人公かつヒロイン。1969年12月8日生まれ16歳→22歳。住所は、寿町2丁目3番、または、世田谷区北下沢1-2-3。本籍東京都。世田谷区立北下沢第十中学校→東京都立武蔵山高校→三葉女子短期大学家政科→鶴亀トラベル社員。
幼年期より祖父から柔道の手ほどきを受けた天才。階級は48 kg以下級だが、祖父の意向で無差別級の試合にも出場する。得意技は一本背負い。街でひったくり犯を投げるまでは、柔道の実力を隠していた。祖父の意向と幼少時からの習慣で毎日欠かさず行ない、本人が普通だと思っていた練習を新入部員100人に課したところ、須藤以外全員脱走・退部してしまった。第1回クジTV杯柔道選手権大会直前で初段。後に弐段に上がる。5歳の時に父を巴投げで投げ、その後父が失踪したため、柔道を続けるのは本意ではなく、前述のひったくり犯以外にも何度か巴投げを使用している一方、父が稽古をつけたさやかが相手の時はトラウマが原因で巴投げを躊躇していた。
序盤は「普通の女の子になりたい」と言い続けていたが、中盤は父との絆のために嫌がっていた柔道の試合にも本気で打ち込むようになり、最終盤では純粋に楽しむようになる。バルセロナオリンピック後は仲間の柔道選手が次々と引退、「普通の女の子」に戻っていく中、みんなに夢を与える柔道選手としての道を歩み続けている。
短大時代、柔道への邁進を条件に富士子とともにマックイーンバーガーでアルバイトをし、来店し柔の制服姿を見てにやける松田に全日本選手権への出場を伝え、柔に内緒で柔道部を設立した富士子に頼まれ代わりのシフトにも入った。
ソウル五輪無差別級金メダル、バルセロナ五輪48 kg以下級・無差別級金メダル。国民栄誉賞受賞。試合での敗北は父親がさやかのコーチであることを知ったショックで試合を放棄した不戦敗の1回のみ。
父方の祖母や母親に似た美人で、異性にもモテるが思い込みが強い引っ込み思案に育っており、恋愛もウブで鈍い。高校2年の頃は同級生で学校のアイドル的存在である錦森広之のファンだった。序盤は風祭に好意を抱いており取材目的で付きまとう松田を快く思っていなかったが、短大受験での支援を契機に松田の取材を越えた優しさに、次第に惹かれるようになり、逆に風祭をぞんざいに扱うようになる。しかし、聞いたことを何でも真に受けてしまうため、邦子や風祭により、事ある毎に松田の印象を下げられ、ほぼ全編を通して松田とは、互いの関係に思い悩むことになる。中盤以降、松田が不在の時は、試合で判定を取られたり、判定勝ちに留まることが増える。祖父からバルセロナ五輪での金メダルと国民栄誉賞を取るまで、男子禁制とされ、門限も厳しくなり、外出の際には適当な言い訳を作るか母親に協力してもらうことも多い。ジョディだけは当初から柔と松田、互いの気持ちを見抜き、終盤までの伏線となる松田の存在が柔の心の支えになることも告げる。
ソウル五輪決勝戦直後、松田の独占インタビューでは、松田の告白寸前に眠ってしまう。
試合時は、ちょんまげヘアーになることが多く、柔自身のトレードマークでもある。連載当初はリボンを結んでいる。また、バルセロナ五輪の代表選考会も兼ねた全日本体重別選手権の直前に髪の毛を少しカットしている。
初期の得意料理はビーフストロガノフ。
猪熊 滋悟郎（いのくま じごろう）
声 - 永井一郎
柔の祖父で、虎滋郎の父親。1914年山形県生まれ。語尾に「ぢゃ」が付く。非常に小柄な体格だが、1935年から1939年にかけて全日本柔道選手権大会五連覇、自称六～八連覇の実績を持つ、柔道家。七段、自称八～十段。原作当初は、眉等に一部黒い毛が残る。年齢を重ねてもなお、ジョディに戦わずして負けを認めさせ、テレシコワの左腕を極め、風祭や男子日本代表選手を投げ飛ばす。現在は接骨院を経営し、イモリなどを煎じた薬などを処方する。柔の手首の捻挫には痔の薬を処方。アニメでの接骨院は住居玄関を入った所の一室のため、患者と報道陣が入れる場所に矛盾がある。自宅に道場を併設している。食い意地が張り、柔の試合観戦時には大量の菓子を持って席につく。自著「柔の道は一日にしてならずぢゃ」は多くの柔道家の愛読書で、世界中の柔道家にとっては尊敬の対象。有名な柔道選手・コーチが必ず同書を所持しているエピソードが随所にある。ポイント勝ちや、合わせ技などに頼らない「一本取る柔道」がモットー。
自信家でおしゃべりで、面会した相手に自身の武勇伝をとうとうと語る。目立ちたがりで、大会の度に、呼ばれてもいないのに実況席などに乱入しては菓子を食べながら解説をする。頼まれれば快くサインするが、言われなくても勝手にサインすることもある。名前を覚えるのが苦手で、よく相手の印象やコンプレックスを露骨に出したあだ名をつける（後述）。愛嬌はあるが狷介かつ厳格な性格で、柔道に関しては一切の妥協を許さない。特に柔には非常に厳しく、どんな手を使ってでも彼女に柔道を続けさせようとしたり、度々容赦ない悪態を言ったりする。現代の基準では、明らかな教育虐待といえるが、本人なりの期待と愛情表現でもある。自身の認める柔道をする者は立場や国籍など問わず評価するなど、柔道家としては筋の通った考えを持つが、上記の言動や性格に反感を待つ者もいる。
1935年に上京し、全日本柔道選手権に初優勝、牛尾カネコにプロポーズしている。新婚旅行先は熱海。
若い時のエピソードは、『JIGORO!』として単行本化・アニメ化（都合3話）もされている。また戦時中は陸軍に召集され、東南アジアに出征しており戦地で終戦を迎えている。陸軍時代の階級は伍長。
名前や外来語の記憶・発音が苦手な故、呼びやすいように変化させることも多い。松田、富士子、花園については該当項目参照、風祭を「風見鶏」、ジョディを「ジョデー」、マルチネスを「まねき猫」、テレシコワを「角刈りの姉ちゃん」または「テレナントカ」、フルシチョワを「フルチン」、デービスを「でべそ」、三葉女子短大を「ミーハー女子短大」と呼ぶ。
スケベであり、友人とアダルトビデオ鑑賞をする。出会い頭に邦子の胸を触った時には、平手打ちを食らう。柔の入浴中戸を開ける。柔の下着を頭にかぶる。
終盤では、スクラップしていた大量の松田の記事を柔に見せ、長期間の松田の柔に対する見守りに気づかせ、柔の柔道への復帰を成功させ、松田に台所で柔と会う機会を与える。
猪熊 玉緒（いのくま たまお）
声 - 藤田淑子
柔の母親。失踪した夫の行方を追って全国を探し回り、家を長く留守にすることも多い。おっとりしていて優しいが、芯は強い。玉緒が不在時の家事は、柔が行う。和食料理の味は絶品。柔道がなかったら夫とは出会っていないらしい。松田が柔より早く短大合格を伝えたことで、松田を「良い人」と言い、後に柔のアルバイト先、父と訪れた場所を教え、柔に松田の柔への見守りを示唆するような発言を何度か行う。アニメオープニング最終版で絵葉書に記された住所は、東京都世田谷区西松原5の38の4。
猪熊 虎滋郎（いのくま こじろう）
声 - 岡部政明
柔の父親で滋悟郎の息子。柔道家であり、1974年の全日本柔道選手権では優勝している。5歳の柔に投げ飛ばされた直後に失踪した。柔は父を傷つけたためと誤解しているが、実際は娘の「天才」ぶりに感動するあまり、「凡人」である自分を鍛えようと武者修行に出たため。世界各地で柔道の指導者をしており、柔のライバルである本阿弥さやか・マルソーなどのコーチにもなる。性格はぶっきらぼうであるが、本阿弥さやかに対し自分の指示に従わせ、師弟関係を成り立たせることができる（風祭評）など、指導力は高い。
父親に似て食い意地が張っており、好みの菓子の種類も見事に同じであるが、体格は大柄で口数も少ない。
ソウル五輪の際、松田に発見・追跡されて投げ飛ばした後に失踪した事情を告白。さらに、テレシコワの決め技を柔に伝えように頼む。直後にさやかの部下に発見されてコーチになることを承諾する。
バルセロナ五輪48kg以下級決勝のマルソー戦後に柔と再会。パリのカタツムリのうまい店に家族そろって食べに行くことを約束する。
上記のように、柔のライバルのコーチになり、自分の敵になったと柔本人は思い込むが、ただ単に倒そうとしているのではなく、柔自身を鍛えるため、柔自身が本当の勝利をつかむため、そして何より柔自身を愛しているからだと風祭に言われている。また、妻の玉緒もそのことはよく理解している。
「柔道の何たるかを理解している」「（柔の）復帰は君しだいだ」などと述べ、松田に対する評価は高い。
猪熊 カネコ（いのくま カネコ）
声 - 皆口裕子
虎滋郎の母親。旧姓：牛尾。初期の時点で15年前に他界。父親・牛尾馬之助は滋悟郎の心の師匠であり、馬之助死後は道場を切り盛りしていたが衰退激しく、しばしば地上げ屋に狙われていた。地上げ屋を投げ飛ばした滋悟郎を「父の柔道は喧嘩のための道具ではありません!」と言って、一本背負いで投げ飛ばしたことがあるほどの強者で、これを見た婚約者は逃げてしまう。若い頃は柔に瓜二つ。

### 日刊エヴリースポーツ
「三流記事をよく掲載している」と噂されている、スポーツ新聞社。アメリカに駐在員を置いているが、人手不足だからか、スポーツ欄担当記者は芸能欄の仕事も担っている。同名のスポーツ新聞社が『Happy!』や『20世紀少年 / 21世紀少年』にも登場。西海大学柔道場での柔と藤堂のエキシビジョンマッチを主催した他、猪熊柔関連の記事においては的確な読みにより独占的にスッパ抜いている。1987年の大晦日の夜は、松田、鴨田らが編集部で、カップのそばを食べ新年を迎える。
松田 耕作（まつだ こうさく）
声 - 関俊彦
新聞記者。容姿は『踊る警官』等の主人公の山下に似る。1987年4月の藤堂戦の丸一週間後の給料日前には柔の七つ年上、遅くとも翌年7月には26歳のため、1962年の4月下旬～7月生まれ。24歳→30歳。原作の初回～ジョディ来日頃は、スーツ型のジャケットにノーネクタイの服装が多い。食べ方は汚いが、ソウル五輪の観戦席で、香水を嗅ぎ分け煎餅を食べる音を聞き分ける鋭い感覚を持つ。。
アパートの部屋の壁に、「力道山」・「長嶋」・「山下」と「柔のパンチラ写真」が貼ってあるが、部屋は散らかり、柔が鼻をつまむほど汚く、アニメではゴキブリが出る。
「三流紙の三流記者」と言われることが多々あり、スポーツ記者ながら、不本意なゴシップ関連の取材もやらされ、序盤では柔たちに対して張込み、尾行、盗撮も行っていた。一方、自分のやりたい仕事には精力的に打ち込み、試合の感動がよく伝わる記事を書く。滋悟郎にも指摘されるが、柔に記者生命をかけ、柔の試合を記事にして人々に感動を伝えることが夢。前述の通り、終盤の柔の柔道への復帰も彼の記事が契機である。柔が柔道に取組むため滋悟郎と結託もして、手段を選ばない行動もとるが、柔に対し、厳しい現実を突きつけた上で共に悩み、時に仕事を擲ってでも協力する。序盤から柔道家として惚れ込んだ柔に恋心も抱くようになるが、スーパースターとしての柔と自身の新聞記者としての立場・格差を思い直し、柔を単なる取材対象と割り切ろうとする。仕事のパートナーが、鴨田から加賀邦子に代わると、邦子から一方的に言い寄られ、柔から不興を買うが、柔同様に恋愛に疎く、上手く対処できずに苦悩する。柔の父・虎滋郎から、娘に会えない事情を聞き、事ある毎に柔が柔道に取り組むよう奔走する一方、仕事目的としか言えない性格が招く言動に柔が不満なため、柔が気になると同時に、自分は柔に不要な存在であるとも思い込む。柔の柔道への復帰の動機が、自分のためと知らずに、次第に距離を置くようになり、柔の国民栄誉賞受賞決定と同時に、記者としての夢は叶ったこともあり、アメリカへの赴任を承諾する。前述の通り、成田空港への途中、鴨田の一喝で引き返し、柔と相思相愛になる。
山形県出身、実家は同県村上山村で民宿を経営、三葉女子短大の夏休み前、ソ連選手団の山形県奥山村での強化合宿の取材後、邦子と共に立ち寄る。家族は父（声 - 藤本譲）と母（声 - 佐々木優子→鈴木れい子）が登場。松田の履歴書を見ていても変でない編集長からの電話に柔が出た時に、妹だと言うが、すぐにバレる。原作では、松田の部屋から遊園地に行った柔が着替えているが、経緯は不明。英語はほとんど通じず、アニメでは柔の家庭教師を買って出るが、英語の間違いを指摘され、柔は帰る。
移動手段はバイクが多いが、後に乗った柔はよく絶叫する。度々自爆事故を起こし、事故後、滋悟郎の治療を受ける場面もある。滋悟郎からは主に「日刊エヴリー」「松田」、機嫌により「松っちゃん」「ハイエナ野郎」と呼ばれる。さやかに時々くしゃみを浴びせ、嫌がられるが、激怒されることはない。
強さ、速さには欠けるが、意図せずに柔を背中から転倒させた唯一の人物である。
滋悟郎の若いころのエピソード「JIGORO!」に松田に瓜二つの雑誌記者が登場するが、親族かどうかは不明。
鴨田（かもだ）
声 - 茶風林
下の名は不明。松田の相棒かつカメラマン。言葉づかいからすると、松田の後輩。度々、松田の無謀な行動のとばっちりを喰う。ずんぐりした体型で、パイナップルのような頭。邦子の入社と同時に、芸能部に転属を告げられ号泣するが、うれし泣きだったため、松田が怒る。その後、バルセロナ五輪選考の女子柔道最終予選を前に、再び松田と組む。原作では松田の声かけなしに、柔の最初の撮影に成功する。カメラの腕は立つが、記事を書く才能はないらしい。
松田の柔に対する恋心に早い段階から勘付き、終盤では柔に告げもせずに、アメリカへ行こうとする松田に「も少し自分に素直になった方がいい」と一喝、国民栄誉賞授賞式に向かわせる。
加賀 邦子（かが くにこ）
声 - あきやまるな
編集長が鴨田に代わって松田と組ませた、新人カメラマン。巨乳でメガネっ娘。実家は「ヘルシーランド加賀」という銭湯を営んでおり、しかも羽振りが良い。当初ミーハー気分で仕事していたことを松田にたしなめられ、それ以降松田に対して一方的に片想いをする。柔と松田のしっくりいかない関係につけ入り、松田をモノにするためにその都度平気で嘘をついたり邪魔を入れたりして柔を傷つけ、その利害関係から時にさやかや風祭と意気投合する。その虚言癖は人を信じやすい柔の性格をいいことにエスカレート、柔の柔道復帰は、松田の気を引くためと、勝手に思い込み、露骨に焦りを見せるようになり、バルセロナ五輪では二人を追ってバルセロナまで来る。その滞在中に人身売買目的で誘拐され、柔の試合の取材を放棄して駆けつけた松田に救出された夜に、自分の方が柔より大事なんだと松田に迫るが、松田が、親以外には初めて、好きなのは柔と告げ、邦子はあくまで仕事のパートナーだとフラれる。直後に自身が身を引いたプライドから柔にそれまでの嘘を打ち明けた後、鴨田を自棄酒に付き合わせた挙句2人で爆睡する。
設定が原作と異なるアニメの完結編スペシャルでは、アトランタ五輪の取材に行き、我儘を言った挙句、他人の故障車に乗車、川に落下。松田による救助後の夜の言動等は原作とほぼ同じである。国民栄誉賞授賞式では、柔に松田のアメリカ転勤を知らせ、現れた松田の背中を押し、柔への告白を命じる。
徳田（とくだ）
物語終盤に登場した、アメリカ駐在の記者。アメリカンフットボールのアトランタ・ジェイソンズのランニングバックにもろにフライングボディーアタックをくらい、完璧なムチウチ症とギックリ腰となり、代わりに松田がアメリカ駐在の記者に任命される。アニメでは、スペシャル版の会話の中で駐在員と言われるだけである。
編集長
声 - 岸野一彦
短気で口が悪く、松田をよく怒鳴りつけ、松田の陰口で胃腸の調子を崩すこともあるが、スポーツ記者としての資質は認めている。柔の国民栄誉賞受賞が決まった後、松田にアメリカ行きを命じる。

### 本阿弥家
本阿弥 さやか（ほんあみ さやか）
声 - 鷹森淑乃
1988年1月4日の婚約発表時点で18歳。1969年度生まれ。私邸の最寄り駅は田園調布駅本阿弥財閥の令嬢で、柔のライバル。並外れた運動能力と負けん気の強さを武器に、テニス・乗馬・水泳など数多くのスポーツで頂点に立っていた。階級は48 kg以下級。初登場から1か月後に、都立高校に通う柔の試験があり、初登場の時期は1986年11月半ばが該当する。
ワンレンで、一度着た服は二度と着ない。高慢かつ派手好きで目立ちたがり屋。内股などの派手な投げ技を好むが、勝負では姑息な手を使わない。ワガママだが、強くなるためならどんな修行だろうと文句はつけつつも最後まで全うする。判定に対してクレームをつけることが多いが、結局は引き下がる。大学生時代は頭数で5人揃えて出場していた。1988年ソウルオリンピック48kg以下級銀メダル。虎滋郎をコーチに迎え、柔のような「天才」でなく自分と同じ「凡人」と評されるが、才能の差を埋めるために修行を重ねる。1991年にはバルセロナ世界選手権で金メダルを取る。1992年、バルセロナオリンピック出場を賭けた柔との代表戦では、蟻地獄のような寝技主体の型へと変わる。柔には一度も勝利できなかったが、この代表戦で柔に楽しんで柔道を競い合えるライバルと認められ、物語の終了時にも現役続行を決意する。
前歯のうちの1本は差し歯であり、試合中の衝撃や柔への嫉妬・悔しさでこれが外れるケースが多々ある。柔に対して憎悪に近いライバル心を抱くきっかけは、柔と出会ったころに投げ飛ばされた際、偶然差し歯であることを柔に知られたことである。聖身女学館高校からそのまま同大学に進むが、武者修行のせいで1回留年した。婚約者であり元コーチでもある風祭は柔に惚れていたが最後は柔に振られ、さやかと結婚する。松田は過小評価しかしておらず、「儲けもの」とまで言われているが、風祭は否定することなく「鋭い指摘」と評していた。
相手を挑発する言動も多いが、自身も挑発に乗りやすく、虎磁郎に「挑発に乗るな」と注意されている他、現実を直視しないのでその点も注意されている。
ライバル企業の重役である鶴亀トラベルの大田黒には、「小生意気な本阿弥の小娘」と呼ばれている。
キムと互角で、富士子には引き分け、藤堂には辛勝で怪我したので猪熊戦は棄権不戦敗になっている。
本阿弥 錦之助（ほんあみ きんのすけ）
声 - 鈴木泰明
さやかの父親で、本阿弥グループ総帥。政財界に様々な人脈を持つ。タマランチとはお互いを「タマちゃん」、「キンちゃん」と呼び合うほど仲が良い。一人娘を溺愛している。
さやかの母
声 - 近藤高子
さやかの母親で、錦之助の妻。登場回数は少ない。さやか同様、万事はお金で解決できると思っている。
徳永（とくなが）
声 - 島田彰
さやかの専属執事兼運転手。腰の低い老人。個人名の頭文字はＴ。さやかのことを第一に考えて行動し、風祭を密かに監視している。
風祭 進之介（かざまつり しんのすけ）→本阿弥進之介（ほんあみ しんのすけ）
声 - 神谷明
登場時は大学生で、1988年1月4日の婚約発表時点で22歳、浪人、留年の有無は不明。さやかの柔道コーチ。実家は風祭酒造を経営している。女性には積極的でプレイボーイなので「スケベ野郎」「スケコマシ」と言われることもある。イギリス留学の経験もあり、英語も堪能。都心のマンションに暮らし、左ハンドルのBMWを愛車としている。柔道の実力は国内屈指といわれるが、極度のあがり性のため、実戦では一勝もあげていない。松田から柔が自身に気があると言われて以来、その気になって彼女に好意を示す。松田を貶めることで柔の理解者を装うことが多い。松田と違い、さやかの両親が娘の婚約者として認め、虎滋郎が「風祭くん」と呼ぶほかは、仲の良い男性の上司や後輩、理解ある女性の友人などは登場しない。大学卒業後「本阿弥トラベル」入社まもなく社長になると「加藤忠なんか鶴亀にくれてやる」と発言していたが、トヨ産自動車まで取られた時は狼狽えていた。本阿弥での地位と名誉の魅力から断れずにさやかと婚約する。
序盤では柔道への熱意を示し、さやかのコーチをしたり、柔に柔道をするように説得していたが、虎滋郎のさやかのコーチ就任後はその情熱も冷めていき、地位と名誉に対する執着心が浮き彫りになる。柔に対し、さやかとの婚約は親同士の取り決めだと言いくるめ、柔の機嫌を取るために何でも意見を合わせるようになるが、さやかの束縛などにより柔と満足に会えず、松田に惹かれるようになった柔から次第に興味を示されなくなる。バルセロナ五輪でさやかから挙式を迫られると、いきなり柔にプロポーズして、試合の続く柔のメンタルを乱すが、松田のもとに向かった柔は、風祭との待ち合わせを忘れたことさえ忘れ、風祭はさやかと結婚する。なおも、柔を諦めようとせず、国民栄誉賞授賞式に松田が現れ柔とともに成田空港へ向かおうとした際、自分とさやかが松田を暴漢呼ばわりして引き起こした混乱に乗じて柔の元へ向かおうとするが、結局はさやかに「どちらに行かれますの」と問い詰められ引き留められる。原作では女子高生は対象外としていたが、アニメでは高校時代の南田をも弄んでいた。アニメでは夜の生活の場面が大幅にカットされている。
蒲田（かまた）
声 - 広瀬正志
さやかのボディーガード。柔道4段。本阿弥邸で滋悟郎に投げられた後、その正体を思い出す。原作ではその一か月後、柔にも投げられる。
後藤田すみれ、尾上かすみ、十条美智子、鴻之池麗子
本阿弥家とは古くからの付き合いのある友人で聖身柔道部員。
団体戦出場するための頭数で加入出場する。柔道は素人で華道・茶道・書道・日舞が本業。
風祭に柔道指導を受けるが、ベッド上でもコーチされていた。
アニメでは実家が各種大会のスポンサーでもある。

### 伊東・花園家
伊東 富士子（いとう ふじこ）→花園 富士子（はなぞの ふじこ）
声 - 川島千代子
柔の三葉女子短大時代の同級生で一番と言える親友。静岡県出身。3歳の頃からバレエを習い、ボリショイバレエへも留学、世界一を目指していたが、プリマ・バレリーナとなるには身長が伸び過ぎ、トウシューズも履けなくなり、断念した。身長175cm、足のサイズ26cm、アニメではそれぞれ、180cm、27cm。三葉女子短大→西海大学卒（※3年次から編入）。短大入学後は、ゴルフサークル→柔道部所属。階級は64kgから減量し61kg以下級。柔道を覚えたての頃は、使える技は最初に覚えた大内刈りと次に覚えた内股だけで、熟達してからもこの2つが得意技。柔道経験は浅いが、サイズの合わなくなったトウシューズに血がにじむ練習に耐えた実績もあり、バレエで培った柔軟性と長身、独特のリズムとスピードで繰り出すキレが武器で、滋悟郎も認めるほど高い才能を持つ。高い柔軟性により、並の選手であれば一本取られる所を、有効または技ありに留めるケースが多々ある。柔道を始める前から、柔が苦しがる程、抱きしめる力が強い。元々が格闘と無縁のバレリーナであり、柔以上に少ない実戦経験で大きな大会に出場するため、相手の闘争心やプレッシャーに弱く、精神的な脆さが原因で実力を発揮しきれない場合も多い。
約3か月の柔道経験で、稽古中、柔から「一本」取り、紫陽花杯では、約30か月の経験をもつさやかと引分けるまでに上達する。白帯で世界選手権選考大会決勝まで上り詰め、苦戦の末に大林貴代相手に善戦、判定負けとなるも、実力を認められてユーゴスラビアの世界選手権では強化選手に選ばれ日本選手団と共に現地へ。急遽無差別級に選出されマルチネスに逆転一本勝ちを収め、準決勝では最後は逆転負けを喫しながらも、テレシコワから技ありを奪う。全日本女子柔道選手権大会準優勝や福岡国際女子柔道優勝と戦績を重ねる。
「素敵な男性に出会いたい」とゴルフサークルに入会するが、柔を介して知り合った花園薫と柔道部設立に携わった後に間もなく交際に発展し、素敵な人と言い切るほど熱々の関係になる。1991年にはできちゃった結婚をし引退。産後、再び柔道をやめようとした柔を復帰させるため、自分にできるだけのことはしようと現役に復帰する。バルセロナ五輪初戦でアダムスに惜敗するも、敗者復活戦を勝ち上がって銅メダルを獲得。子育てに専念するため、再びの引退を柔に打ち明ける。
バレエに挫折した高3当時は絶望していたが、ぼんやり見ていたテレビの柔道中継で小柄な少女が大柄な相手を次々と投げ飛ばす様を見て感動、新たな青春を掴むために三葉女子短大に進学。友人となった柔がその少女だと気付いて柔道をやめないように説得し、自らも柔道の道へ進んで第二の夢を得る。性格は明るくなり、意欲を失いがちな柔に柔道をやらせるためなら「なんだってやる」と公言し、中々上手くいかない柔と松田の仲も心配する。
全日本選手権で、柔が富士子の案内を頼んだために知り合った松田の、柔の相手が「飛ぶ」という表現は、富士子が使い続けることになる。松田は柔の参加動機が風祭ではなく富士子の期待に応えるためと知って喜ぶ。柔に対し、松田を何度も弁護し、松田を非難したのは、松田が卒業記念試合で滋悟郎の陰謀にはまった時と、ユーゴスラビアで松田が遅れて来た時にジョディと共に非難した時のみ。
滋悟郎は「のっぽの姉ちゃん」と呼び、虎滋郎は「何をしでかすか分からない意外性がある」と評している。著作、試合等での学び以外で、猪熊家の3人から実際の指導を受けた唯一の人物。
花園 薫（はなぞの かおる）
声 - 菅原正志
武蔵山高校の柔道部主将で、弱小柔道部を一人で支えていた。階級は95 kg超級。モアイ像、あるいはゴリラのような風貌で、両親と6人の弟妹も同じ顔である。滋悟郎以外にも、よく、「ゴリラ」「モアイ」「類人猿」などと呼ばれる。富士子ともどもよく号泣する。
当初、苗字で呼ばれることを嫌がっていた柔の呼び方は「猪熊」。初恋の相手は柔で片思いで終わり、高校の卒業式で号泣する。西海大学入試に落ち、蛯天堂体育大学に進学、柔道部に入部。柔を通して富士子と出会い、三葉女子短大柔道部の練習を手伝ううちに意気投合、付き合う。「すごすぎる」才能の持ち主である富士子に比べて大きな戦績をあげられない自分を不甲斐なく思い、正直杯で優勝するまでは富士子と会わないと思い詰める。柔や滋悟郎の指導を受けた後は、大学柔道の大会で勝ち続け、西海大の稲垣と互角に戦えるほど強くなるものの、時間切れで惜敗。だが富士子から自分にとっては世界一のチャンピオンだと抱きしめられる。かなりの巨根で、柔道部の仲間から複数の女性と同時に交際していると誤解された際は、そのせいかと妬まれた。初日の出を見に行った時に富士子とたった一回の性行為で妊娠させてしまい、結婚 。結婚後は柔道をやめ、引越し会社で働きながら大学で勉強を続け、教員免許取得を目指す。単位が取れず留年したためバルセロナオリンピックに同行する。
高校時代から、松田と協力、互いに支援しあうことが多く、柔への片思いにも松田が理解を示す。純粋で不器用、恋愛に疎く、特訓中、松田を褒めた上で、柔に紹介しようとする。
原作では妻の富士子から「花園くん」、アニメでは「花園さん」と呼ばれている。
映画『それいけ腰抜けキッズ』では、小学生の従弟の井沢俊彦が登場する。
花園 富薫子（はなぞの ふくこ）
声 - こおろぎさとみ
薫と富士子の娘。1991年10月10日生まれ。目と眉毛は母親、その他のパーツは父親にそっくり。両親2人の名前からとって命名された。通称「フクちゃん」。マンマーと泣いて、富士子の勝利に貢献する。初対面で松田になつく。アニメでは滋悟郎に抱かれていた時に泣き出しても、松田に抱かれた瞬間に泣き止む。滋悟郎は彼女の世話を口実に松田を台所に行かせ、柔と対面させる。
富士子の父親と母親
声 - 坂東尚樹（父親）/ 巴菁子（母親）
静岡で茶屋「伊東園」を営んでいる。夫婦で家業をずっとこなしてきたため、バルセロナへの遠征が初めての海外旅行であった。2人とも長身でメガネをかけており、娘を溺愛している。夫婦仲は良さそうだが、父は恐妻家の様子。登場当初は富士子が柔道に励むのを止めさせようと必死になっていた。初対面時には既に娘と相思相愛になっていた花園を毛嫌いし、娘から引き離そうとしていたが、最終的には結婚を認めた。
花園 満
花園家の6人兄弟姉妹の末弟。
結婚式で伊東家（富士子の父）に対して「セックスしたから伯父さんになっちゃう」と言い放ち伊東家（富士子の父）に叩かれて泣き出す。

### 柔道選手
佐々木
巌流寺高校主将。猪熊柔に抑え込まれたが外せず完敗。
万丈目
声 - 大塚明夫→小関一
等々力北高校の柔道部の大将で、花園の対戦相手。右足を痛めていた状態の花園に優位に立つが、地獄攻めで逆転され敗れた。
稲垣 健二（いながき けんじ）
西海大学の柔道部の選手で、花園と同じく95㎏超級。花園の学生時代好成績を残せるかどうかの最後のチャンスである正直杯の団体戦ではオール一本勝ちで、ここ二年間は相手の技を食らったことがないほどの実力者。同大会の個人戦決勝戦で花園と対戦。花園と互角の勝負を繰り広げ、時間切れとなり、ポイントリードで花園に勝利する。結果は辛勝だが、負けを感じていた。
藤堂 由貴（とうどう ゆき）
声 - 峰あつ子
黒百合女子体育大学の72 kg超級選手。日本選手権の覇者。柔のデビュー戦（エキシビジョン）の対戦相手。松田の予想よりかなり弱く、試合前日の打ち合わせ通り、柔がわざと負ける意図を隠すための技をかけることができず、滋悟郎にほぼバレる。巨体ながら、主要人物の引き立て役になることが多い。日本代表選手として五輪や世界選手権にも出場し、ソウルオリンピックでは銀メダルを獲得している。また、富士子とさやかからは「トドさん」と呼ばれ、からかわれてさやかに怒るシーンが何度か見られた。
バルセロナオリンピック時には思い合う相手ができており、これを最後に「普通の女の子」になるために引退することを決めた。
アニメ版では、滋悟郎と負けず劣らずの食いっぷりを見せていた。
ジョディ・ロックウェル
声 - 一城みゆ希
カナダの72kg超級選手であり、世界選手権72kg超級の覇者。身長192cm、体重180kg。
柔の親友かつ最強のライバル。怪力かつ心優しい性格。
怪力だけでなく、巨体で俊敏なので「高速道路を走る大型トレーラー」と表現される。食事量も5人前平らげる。柔の記事を新聞で見て単身来日、武蔵山高校柔道部に道場破りに来る。その後しばらく猪熊家に居候し滋悟郎の指導を受ける。日本語も飛躍的に上達したが語尾に「〜だわさ」がつく癖は抜けない。猪熊家の道場での柔との試合で右肩を痛めた際、滋悟郎と共に続行を要求、柔はどこかの大会での再試合を約束することで、試合を中止する。アニメでは滋悟郎が試合中止を宣言するが、柔自身、国内最後の試合で右腕を負傷しても試合を続行しており、原作の伏線の意味が少し失われている。アニメでは、猪熊家の座敷で、左手でも右手に劣らない速さで箸を使って食事をしている。一方、原作では座敷での食事の場面自体がなく、空席に相対してジョディ・松田・鴨田が並び、柔が空席に向かって話すことも、滋悟郎の前でジョディが松田は柔の彼氏と言うこともない。
柔と出会う前は体格と身体能力の高さだけで戦っていたが、以後はテクニックも兼ね備えていく。1987年の世界選手権無差別級決勝戦、1988年のソウルオリンピック無差別級準決勝ではともに、負傷した左足を攻められテレシコワに敗れた。のちに重量挙げ選手のルネ・シマール（声 - 掛川裕彦）と結婚する。その後何度も対戦のチャンスがあったが実現せず、原作中クライマックスとなるバルセロナオリンピックの無差別級決勝で5年ぶりに最強のライバルとして再戦を果たす。辛子明太子が大好物。松田の柔を見る目がただ事ではないことから、松田が柔の彼氏であり原動力になっていることに勘付いていた。
アンナ・テレシコワ
声 - 水谷優子
ソ連の72 kg超級選手。
貧農出身で、6歳で才能を見出されて社会主義国の英才教育を受けるようになる。角刈りのヘアスタイル。勝つためなら非情な手段も厭わない、冷徹な性格。男性相手に引けを取らない。ジョディと同様、柔の存在を知り、試合をしたいと考えるようになり、柔と会話するために日本語も習得。得意技は裏投げ。1987年の世界選手権無差別級で優勝。柔とはソウルオリンピック無差別級決勝で初対戦するが、ジョディに怪我を負わせたとして柔の怒りを買い、激闘の末、止めとして繰り出した大内刈りの勢いを利用され、一本背負いで敗北。その後、再戦に執念を燃やし、ソビエト連邦の崩壊など現実社会の影響を受けながらも、半年間稽古を休み、生活に困らない日本企業でのコーチの話に来日し柔に会いに行くが、滋悟郎に勝負の舞台は五輪と言われたのでコーチ就任を断って鍛え続けた。バルセロナオリンピック無差別級準決勝で柔と対決、一進一退の攻防の末、裏投げを破られ敗退するも、滋悟郎に「天晴な試合」と評価され、三位決定戦でも完勝。最後の五輪と決めていたバルセロナで、中古車の密売業者となった元コーチと再会する。バルセロナ終了後、今まで苦労をかけてきた母のためにも日本でコーチになることを決意する。お汁粉が気に入っており、フルシチョワに勧めている。
ソウルオリンピックの時、虎滋郎を探していた柔に激しい反応をし、決め技が裏投げであることを虎滋郎に知られていた。
柔道を知らない邦子でも「伊東の快進撃はここまで」と言われるほどの実力者で、松田は「男相手にこの技のキレは何だ。ジョディがあっさり負ける訳だ」と評している。
ベルッケンス
声 - 佐々木るん
ベルギーの女子柔道72kg以下級選手。紫の逆立った髪が特徴。世界選手権5連覇など、柔が世界の表舞台に立つまで、女子柔道界の女王として君臨してきた。トップモデルとして活躍する美人でもある。絶好調であったソウルオリンピックで柔と対戦したが、立ち会っただけで柔の実力を感じ、全くペースをつかめないまま完敗する。その後は柔の時代の到来を感じて引退。モデル業に専念すると宣言した。
キム・ヨンスク
声 - 林玉緒
韓国の女子柔道48kg以下級選手。韓国の秘密兵器と呼ばれている。柔道に韓国相撲を取り入れている。さやかが世界一周武者修行中に戦った最後の相手として大苦戦をし、判定でも五分五分で遺恨を残す。1988年のソウル五輪48kg以下級の決勝で、さやかに勝利して金メダルを獲得した。
フルシチョワ
声 - 滝沢ロコ
ソ連の代表で女子48kg以下級。彼女も裏投げなどの豪快な技を得意とする。ユーゴスラビアでの世界選手権にて、決勝戦で柔と対戦して敗れる。その後は柔との再戦を望んでいたが、バルセロナの世界選手権決勝でさやかに完敗。テレシコワ同様、日本企業でのコーチの話を断って鍛錬を積む。バルセロナ五輪でも初戦でマルソーに敗れるという大番狂わせが起こるも、敗者復活戦を勝ち上がり、銅メダルを獲得した。
クリスティン・アダムス
声 - さとうあい
カナダの女子61kg以下級の柔道選手で、ソウルでは選考会前に負傷して出場できなかった有望株。ジョディの結婚式でのエキシビジョンで柔と対戦して敗れて以降、柔を目標として成長していくが、作中で再戦することはなかった。ユーゴスラビア世界選手権女子61kg以下級で優勝し、無差別級では決勝でテレシコワに敗れて準優勝。バルセロナ五輪でも61kg以下級カナダ代表で出場し、1回戦で富士子と対戦した。僅なところで勝利したが、好勝負に相手の強さを認める。以降も勝ち進んで富士子を敗者復活戦へ導き、決勝でも圧勝。
マルチネス
声 - 水原リン
キューバの女子72kg超級選手。ユーゴスラビア世界選手権が初めての国際大会出場となる。他の多くの選手と同じく、打倒柔を目指している。無差別級で富士子と戦いポイントで圧倒的優勢になるも逆転負け。超級でジョディと2回戦うも敗れる。バルセロナ五輪無差別級で柔と戦うも敗れる。
マルソー
声 - 荒木香恵
フランスのバルセロナ五輪女子48kg以下級代表。柔と同程度の小柄な選手。さやかのフランス道場破りツアーではさやかの稽古相手を務めていたが、その頃から虎滋郎に鍛えられていた。成績もヨーロッパ選手権5位と無名だったが、虎滋郎に見出され、急成長を遂げる。プレッシャーと無縁の楽しむ気持ちと柔張りの一本背負いを備え、ロシアのフルシチョワを破るなど破竹の勢いで決勝進出。決勝戦では開始早々一本背負いを繰り出し柔から技ありを取るが、柔の一本背負い封じで自分の柔道の型を忘れてしまい、柔の一本背負いを喰らい敗北。勝利したり、技が決まると両手でガッツポーズをする。
タオ
声 - 杉崎佳恵子
中国の無差別級の柔道選手。身長198cm、体重125kgという巨体を持つ。ソウルオリンピック第1試合で柔と対戦し、その体格差から有利と思われていた。しかし、周囲の予想とは裏腹に試合開始から数秒で一本背負いを喰らい敗北した。皆が驚く中、山下だけは柔の練習の成果であると疑わなかった。

### 柔道関係者
祐天寺 豪造（ゆうてんじ ごうぞう）
声 - 仲木隆司
西海大学柔道部監督兼バルセロナオリンピックの柔道チーム監督。体格（特に顔）は大きいが、気は小さい。滋悟郎にかなりゴマを擦っており、柔の実力を見て西海大への進学を勧めるが、高校卒業時と、短大卒業時の2度とも拒否された。尚、柔が短大に入りたいと行った時ももし落ちたらどうするんだと言い放ったりと自己中心的。指導者としての手腕は確かなもので、滋悟郎にも気に入られている。西海大での富士子の恩師であり、できちゃった結婚の結婚披露宴での仲人も務めたが、スピーチの最中に耐えきれず号泣した。
ポルナレフ
声 - 上田敏也
フランス・セーヌ大学柔道部監督。風祭とは旧知の関係で、彼を「カバマツリ」と呼んだことがある。滋悟郎に心酔し、彼の著書「柔の道は一日にしてならず」を読むために日本語を覚え、「○○ですヂャ」と彼の口癖を真似ている。いささか微妙な日本語と陽気さが特徴的。
タマランチ
声 - 矢田稔
国際オリンピック委員会 (IOC) 会長。本阿弥錦之助とはロス五輪以来の付き合い。柔の試合に感動し、無差別級の開催を決定する。柔の試合を見て滋悟郎の言う「柔よく剛を制す」の本質に目覚め、以後滋悟郎を先生と呼ぶ。ソウルオリンピックの際には滋悟郎を穴場の焼肉店に連れて行くなどし、親睦を深めていた。愛称は「タマちゃん」。
石倉（いしくら）
声 - 稲葉実
筑紫大柔道部監督。大学女子柔道団体対抗戦（勝ち抜き戦）である紫陽花杯では三葉女子短大の柔に五人抜きされて敗北。その後、指導者として打倒柔を目標とし、筑紫大選手が柔と対戦するも全て敗北した。「計算通ォォり」が口癖。
犀藤（さいとう）
声 - 西尾徳
解説者。柔の練習を見て、その才能にショックを受ける。大の柔ファンで、彼女の話題になると顔が赤くなる。滋悟郎の本で柔道に目覚め、先生と呼びとても尊敬している。
山下泰裕
声 - 藤本譲
解説者。また、虎滋郎とかつて対戦した経験がある。実写映画版では本人が出演している。

### 武蔵山高校
かおり、和美、清水
声 - 松岡洋子、光野栄里、冬馬由美
3人とも柔の高校時代の友人。かおりは太めの体型、和美はメガネをかけ、清水は細い体型である。清水によると、柔はスクープで身元がばれる前に階段で足首を捻挫したことがあるらしい。高校卒業後は全く登場せず、ソウル五輪で松田に失踪した事情を告白した際の虎滋郎の回想に登場するのみである。
河野、安井、畑山、富岡
声 - 金丸淳一、菅原淳一、桜井敏治、巻島直樹
4人とも柔道部員たち。須藤が入部するまで、彼ら4人に花園を加えてようやく団体戦が組めるほどの状態であった。河野は柔の試合参加を画策する滋悟郎に、原作では一人で体育倉庫に縛られて放置され、夜まで忘れ去られる。須藤にすらあっさり負けるほど弱く、高校卒業後は全員大学に進学し、いずれも柔道を辞めている。花園の結婚式に呼ばれており、「松田はまだ結婚しないの？」と聞いている。バルセロナオリンピックの柔の試合は、4人で集まり一緒にテレビ観戦していた。
須藤（すどう）
声 - 塩屋翼
柔の2年後輩。いわゆる不良で腕っ節に自信があり、女好きで「ナマイキ」「スケベ」と呼ばれることが多い。柔に言い寄り、痴漢行為もするが、2年の柔道部員との柔道対決で完敗してからは心を入れ替えて部員となり、柔との約束を守ってケンカもやめる。アニメでは本阿弥さやかにも投げ飛ばされる。一番の問題児で、他の部員とも心を通わすことは無かったが、同時期に入部した100名以上の部員の中で柔の特訓に唯一残った人物。作品終盤に寿司屋の板前見習いとして登場する。自分が握った寿司がなかなか褒めてもらえず、先輩職人（須藤からは「マサオ兄さん」と呼ばれている）にも暴言を吐かれ、嫌気が差して辞めてやろうとした瞬間、金メダル直前の柔をテレビで目撃し、高校時代を思い出して涙を流しながら寿司を握る。
錦森 広之（にしきもり ひろゆき）
声 - 三ツ矢雄二
女子生徒からの人気が高い、当校のアイドル的存在。ジョニーズ事務所からスカウトされ、卒業後にはアイドルデビューする（つもり）。滋悟郎の策略で不良に襲われた際に柔に助けられるが、その強さを目の当たりすると途端にビビる。卒業後はアイドルとして一時代を築いたようだが、バルセロナオリンピックの頃はようやく時代劇の端役に就くほどに落ちぶれる。仕事への意欲を失いかけていたが、柔とジョディの死闘を見て情熱を取り戻し、与えられた役を演じきる。

### 三葉女子短大
おしゃれな校風の女子短期大学。2年制。学科は家政科がある。推薦入試はなく一般入試のみ。大会などに出場するような部活動などは存在せず、ちょっとしたサークルしかない。柔の入学当初は柔道部が無かったが、伊東富士子によって創設されたが、点取り試合は圧倒的に不利。付属の女子中学・高等学校がある。
南田 陽子（みなみだ ようこ）
声 - 鈴木みえ
柔道部員。通称ナンダ。付き合った男性の数は20人を超えるが、男運が無く、よくフラれる。フラれてやけっぱちになっていたところを富士子に柔道の達人と勘違いされ、柔道部に入部する。振られ続けるコンプレックスからか練習にも熱心で、素人4人組では一番の実力者になる。卒業後は警察官。テレビアニメ版では柔と出会う前にも、風祭に振られた女として第6話でワンショットだけ登場している。試合開始直後の出足払いによる奇襲が得意で、それで筑紫大の強豪を破っている。技を仕掛ける時に「○○(元彼名)のバカヤロー!」と自分を振った相手の名前を叫ぶ癖がある。トンチンカンな発言をする真理へのツッコミ役は主に彼女である。
日陰 今日子（ひかげ きょうこ）
声 - 冬馬由美
柔道部員。通称キョンキョン。身長150cm未満・体重36kgの小柄で華奢な体格。体が弱く、声も小さく存在感が薄い。体を丈夫にするために柔道部に入部する。柔のアドバイスで、相手もほぼ素人とはいえ聖身女学館の選手を破るまでになった。部活の結果、血色がかなり良くなり声も大きくなった。卒業後は保育士。保育士になるための幼稚園の実習の時に知り合った吉田という男性と付き合うようになった。また、吉田の男友達の木村は小百合と付き合っており、小百合・吉田カップルとグループ交際をしている。
四品川小百合（よしながわ さゆり）
声 - 東美江
柔道部員。大柄で、ダイエットのために柔道部に入部する。体重を活かした抑え込みで強豪セーヌ大学の選手から一勝をあげている。実家はとんかつ屋。卒業後は大手デパートの店員。木村という彼氏が出来、その友人の吉田とカップルになった今日子とグループ交際をしている。
小田 真理（おだ まり）
声 - 斉藤庄子
柔道部員。通称マリリン。邦子以上にグラマーな体。痴漢によく遭うため、護身のために柔道部に入部する。自己愛が強く、場の空気が読めず（読もうとしない）トンチンカンな発言を繰り返す他、Tシャツなしノーブラで出場したり、多数のセックスフレンドが居る。卒業後は女優を目指していたが、成り行きで人気AV女優となった。高級マンションで一人暮らしをするほど稼いでいる。本編では、試合で唯一、一勝もしていない。団体戦（三葉女子短大の卒業試合）でもレギュラーを今日子に奪われて、レースクイーンのような水着で応援に回っていた。
学長
声 - 中庸介
三葉女子短大の学長。

### 筑紫大学
九州にある。柔道部は日本一の強豪校。主力選手のほぼ全員が高校選手権や九州大会でメダル獲得している。
大垣典子
2段、154 cm、48 kg。
宇崎恵
2段、161 cm、88 kgの巨漢
山田香
主将3段、ソウル五輪2位。161 cm、51 kg。緻密な柔道が特徴。「女三四郎」の異名を持つ。バルセロナ五輪では解説役を務めた。
黒川智子
3段、163 cm、60 kg。
鹿取しのぶ
2段、165 cm、66 kg。

### 鶴亀トラベル
設立30年近い旅行会社。「まごころの鶴亀」がキャッチフレーズ。かつては旅行業界で本阿弥トラベルに次ぐ万年2位といわれていたが、ここ数年はスペリオール旅行社（アニメでは押売旅行社）の台頭で3位と4位をいったりきたりしている中堅旅行社。しかし、テレビCMを盛んに打ったり、「温泉パック」という人気商品を持っていたりしており、そこそこの規模はある。当初は柔道部を持っておらず、柔が入社を決めたのも柔道部が無かったことが理由であったが、柔が入社したことがきっかけで本社内に柔道部が設立された。なお、柔が配属されたのは神保町支店であり、本社とは場所が異なる。
大田黒（おおたぐろ）
声 - 亀井三郎
社長。柔が就職活動をした際、緊急役員会議を開き、柔獲得に動く。柔獲得に動き出した他の会社が柔道部がある中、鶴亀トラベルだけ柔道部がなかったため、柔道から離れたかった柔の希望に沿っており、柔が入社となった。業界トップの本阿弥トラベルに業績で押されていたため、柔がさやかを倒すシーンを楽しみにしている。部下に対しては強気だが、気は小さい。自宅はそれなりの邸宅。
羽衣（はごろも）
声 - 西川幾雄
神保町支店の係長で柔の直属の上司。スポーツ好きで、日刊エヴリースポーツ、特に松田耕作署名記事のファン。また、柔道に関しては猪熊柔だけでなく伊東富士子に早くから着目していたなど確かな眼を持つ。役職持ちだが、「社内一仕事をしない男」と言われ、無口で存在感が薄くうだつが上がらない（いわゆる窓際族）。この男なら柔の柔道の妨げにならないだろう、という理由でOJT（教育係）に選ばれた。全日本選手権当日には柔と共に北海道へ加藤忠商事営業部長の山本（声 - 大矢兼臣）との接待ゴルフに出ていたが、柔道なんてどうでもいいという店長の発言がきっかけで猪熊柔を試合に出場させるため、独断で東京へ送り返し、松田に送迎を依頼する。その後、クビを覚悟で開き直った言動に出たのが功を奏し、実は猪熊柔のファンであるとともに柔道好きの同好の士であったトヨ産専務の片桐と意気投合し、加藤忠商事とトヨ産自動車の大手企業2社を顧客として本阿弥トラベルから奪取した手柄を認められ、課長代理に昇進する。撮影やビデオ編集スキルがあり、猪熊戦と花園戦の全試合を編集したのを重役に披露している。柔道に詳しいので、柔道部設立に携わり、顧問となるとともに磁悟郎をコーチとして招聘する。バルセロナオリンピック時は観戦団添乗員兼猪熊柔応援団長となる。団地暮らしで、家族に関係が冷え切っている妻（声 - 松岡洋子）と中学校受験を控えた一人息子・勝男（声 - 山田ふしぎ）がいる。正直杯では花園の試合を勝男と共に観戦、勝男が興味を持つ場面がある。原作登場当初は、松田のファンであったが、「まさか…松田記者、猪熊くんのこと」と呟きながら、松田の恋心に気づくのではなく、柔と風祭の関係のスクープを狙っていると勘違いし、松田に冷たい態度をとるようになる。また、同業他社社長である風祭に対してもぶっきらぼうな応対をして、柔からガードしていた。
菅井（すがい）
声 - 田口昂
鶴亀トラベル神保町支店の支店長。仕事をしない羽衣のことを糞味噌に告げていたが、後に彼を見直すことになる。なお、支店長から昇格をほのめかす発言があったが、その後の地位についての言及はない。
村上（むらかみ）
声 - 鈴木清信
フランクフルト支社の社員で課長。柔の2回戦の際に解説を部下（声 - 山崎たくみ）と共にこっそり盗み聞きし、その解説通りに柔の状態を太田黒たちに伝えてショックを与えた。
狭山（さやま）
鶴亀トラベル神保町支店に勤務するOL。柔の先輩で茶髪のウェーブヘア。彼女をかわいがっており、松田に執拗に問いかけられたときには彼女を率先して庇うなどかなり強気な性格で物事ははっきりと告げるタイプ。マンション暮らしの彼氏がいる。
塚本（つかもと）
鶴亀トラベル神保町支店に勤務するOL。柔の先輩で黒髪のショートヘア。同僚の狭山とは仲がよく、お互い名字で呼び合っている。自宅暮らしの彼氏がいる。狭山よりざっくばらんな性格で、物事を明け透けに言うタイプ。アニメでは、女子社員A（声 - こおろぎさとみ）としてのみ登場、女子社員Bとなった狭山同様、私生活等は描かれていない。

### その他
実況アナウンサー / ニュースキャスター
声 - 大塚芳忠
アニメにおいてはその都度顔は違うが、声優はいつも同じだった。
ユーゴスラビアのタクシー運転手
声 - 松尾銀三
容姿は『MONSTER』のユーリウス・ライヒワイン（声 -永井一郎）に似るが、前頭部以外には髪があり、眼鏡はかけていない。
ユーゴスラビアでの世界選手権の際、父の病気のために遅れて入国した松田が乗ったタクシーの運転手。通称「ユーゴのおじさん」。名前は不明でアニメでは「パッパラーおじさん」と表記されている。実は柔道、とくに柔のファンであり、はじめは陽気に歌いのんびり運転していたが、松田が柔の取材に向かっていることを知ると猛スピードで会場へ走らせた。柔の決勝戦勝利を見たところで料金を取らずに去っていってしまう。のちにユーゴスラビア紛争で国を追われるようにバルセロナへ移住、そこでもタクシーの運転手をしており、邦子を乗せた後に偶然松田と再会、そこで再び松田の危機を救うことになる。故郷の言葉（不明）の他に、片言ながら英語、スペイン語を話す。アニメ完結編スペシャルでは設定が変更されたため登場しない。
源さん
声 - 飯塚昭三
いずみ屋酒店の経営者。滋悟郎とは家族ぐるみの付き合いをしていたようで、柔のことも幼いころから知っているらしい。アダルトビデオ鑑賞が趣味で、滋悟郎にもダビングしていた。自宅で滋悟郎と寿司屋の清さん（声 - 坂東尚樹）と妻の春さん（声 - 佐々木優子）の4人で柔の試合をテレビで観戦した。
ホセとアントニオ
原作にのみ登場。バルセロナ旧市街に住むギャング。日本人相手に詐欺を働いており、バルセロナオリンピックで取材に来た邦子を人身売買目的で騙して監禁するが、松田と「ユーゴのおじさん」により奪還され、潜伏先のフランスから密入国したボスに「お仕置き」される。
パメラ
原作にのみ登場。バルセロナ旧市街に住んでいるスペイン人女性。バルセロナ旧市街のとあるアパートの、上記のホセとアントニオの住む部屋の1フロア上に住んでおり、彼らと親交が深いが彼らの一味と思われたくないと語っている。のちに人身売買目的で監禁された邦子を「ユーゴのおじさん」とともに救出に来た松田に味方し、邦子の救出に協力する。その際の松田の単身でギャングのところに乗り込む現実離れした勇気ある行動にかすかに惚れていた。その後救出のお礼として松田らから食事に誘われるが、これ以上一緒にいると本当に松田に惚れてしまうからだと彼らの元から去っていった。
デビット・デービス
若き頃の滋悟郎の門下生。レスリング重量級の米国覇者で、道場に押しかけてくる。滋悟郎は反対するもののカネコが許可したので弟子入りする。他の門下生は練習についていけないのに彼はへこたれずについて行っている。柔道の実力も滋悟郎と互角の腕前。通称「デベソ」。

## 書誌情報

### 単行本
- 浦沢直樹 『YAWARA!』 小学館〈ビッグコミックス〉、全29巻
  1. 国民栄誉賞をとる少女、1987年4月30日初版第1刷発行、ISBN 4-09-181341-0
  2. スーパースター、1987年8月29日初版第1刷発行、ISBN 4-09-181342-9
  3. お願い、柔先輩!!、1987年11月30日初版第1刷発行、ISBN 4-09-181343-7
  4. 公式戦デビュー!!、1988年1月30日初版第1刷発行、ISBN 4-09-181344-5
  5. 世界の実力!!、1988年4月27日初版第1刷発行、ISBN 4-09-181345-3
  6. 涙の卒業式、1988年8月30日初版第1刷発行、ISBN 4-09-181346-1
  7. ソウルへの第一歩、1988年10月29日初版第1刷発行、ISBN 4-09-181347-X
  8. お楽しみはこれからだ!!、1988年12月19日初版第1刷発行、ISBN 4-09-181348-8
  9. ソウルの四天王、1989年3月30日初版第1刷発行、ISBN 4-09-181349-6
  10. ４年後のバルセロナ、1989年6月30日初版第1刷発行、ISBN 4-09-181350-X
  11. 日本一弱い柔道部、1989年9月30日初版第1刷発行、ISBN 4-09-182111-1
  12. 女子大生の祭典、1989年12月19日初版第1刷発行、ISBN 4-09-182112-X
  13. 白帯軍団の精一杯、1990年3月30日初版第1刷発行、ISBN 4-09-182113-8
  14. 笑顔の一本背負い、1990年6月30日初版第1刷発行、ISBN 4-09-182114-6
  15. 不安と緊張、1990年8月30日初版第1刷発行、ISBN 4-09-182115-4
  16. 不敗神話、1990年10月30日初版第1刷発行、ISBN 4-09-182116-2
  17. 勝てィ!!、1991年3月30日初版第1刷発行、ISBN 4-09-182117-0
  18. 武道館への道遠し、1991年6月29日初版第1刷発行、ISBN 4-09-182118-9
  19. 飛んだ！、1991年9月30日初版第1刷発行、ISBN 4-09-182119-7
  20. 歯ァ食いしばれィ!!、1991年12月17日初版第1刷発行、ISBN 4-09-182120-0
  21. あたしのチャンピオン、1992年3月30日初版第1刷発行、ISBN 4-09-182801-9
  22. 最高のプレゼント、1992年5月29日初版第1刷発行、ISBN 4-09-182802-7
  23. 決戦前夜！、1992年7月30日初版第1刷発行、ISBN 4-09-182803-5
  24. バルセロナへ行くんだから!!、1992年10月30日初版第1刷発行、ISBN 4-09-182804-3
  25. 世界の厚い壁、1993年3月30日初版第1刷発行、ISBN 4-09-182805-1
  26. 一本きめんかい!!、1993年4月28日初版第1刷発行、ISBN 4-09-182806-X
  27. 金メダルへの道険し、1993年6月30日初版第1刷発行、ISBN 4-09-182807-8
  28. バーーンと一発!!、1993年9月30日初版第1刷発行、ISBN 4-09-182808-6
  29. ずっと……、1993年10月29日初版第1刷発行、ISBN 4-09-182809-4

### 文庫版
- 浦沢直樹 『YAWARA!』 小学館〈小学館文庫〉、全19巻
  1. 1998年7月17日発売[63]、ISBN 4-09-192281-3
  2. 1998年7月17日発売[64]、ISBN 4-09-192282-1
  3. 1998年8月8日発売[65]、ISBN 4-09-192283-X
  4. 1998年8月8日発売[66]、ISBN 4-09-192284-8
  5. 1998年9月17日発売[67]、ISBN 4-09-192285-6
  6. 1998年9月17日発売[68]、ISBN 4-09-192286-4
  7. 1998年10月17日発売[69]、ISBN 4-09-192287-2
  8. 1998年10月17日発売[70]、ISBN 4-09-192288-0
  9. 1998年11月17日発売[71]、ISBN 4-09-192289-9
  10. 1998年11月17日発売[72]、ISBN 4-09-192290-2
  11. 1998年12月12日発売[73]、ISBN 4-09-192291-0
  12. 1998年12月12日発売[74]、ISBN 4-09-192292-9
  13. 1999年1月16日発売[75]、ISBN 4-09-192293-7
  14. 1999年1月16日発売[76]、ISBN 4-09-192294-5
  15. 1999年2月17日発売[77]、ISBN 4-09-192295-3
  16. 1999年2月17日発売[78]、ISBN 4-09-192296-1
  17. 1999年3月16日発売[79]、ISBN 4-09-192297-X
  18. 1999年3月16日発売[80]、ISBN 4-09-192298-8
  19. 1999年3月16日発売[81]、ISBN 4-09-192299-6

### 完全版
- 浦沢直樹 『YAWARA!』 小学館〈ビッグコミックススペシャル〉、全20巻
  1. 2013年12月27日発売[82]、ISBN 978-4-09-185770-5
  2. 2013年12月27日発売[83]、ISBN 978-4-09-185777-4
  3. 2014年1月30日発売[84]、ISBN 978-4-09-185778-1
  4. 2014年1月30日発売[85]、ISBN 978-4-09-185779-8
  5. 2014年2月28日発売[86]、ISBN 978-4-09-185780-4
  6. 2014年2月28日発売[87]、ISBN 978-4-09-185784-2
  7. 2014年3月28日発売[88]、ISBN 978-4-09-185785-9
  8. 2014年4月30日発売[89]、ISBN 978-4-09-185789-7
  9. 2014年5月30日発売[90]、ISBN 978-4-09-185790-3
  10. 2014年6月30日発売[91]、ISBN 978-4-09-185800-9
  11. 2014年7月30日発売[92]、ISBN 978-4-09-185807-8
  12. 2014年8月29日発売[93]、ISBN 978-4-09-185808-5
  13. 2014年9月30日発売[94]、ISBN 978-4-09-185809-2
  14. 2014年10月30日発売[95]、ISBN 978-4-09-185810-8
  15. 2014年11月28日発売[96]、ISBN 978-4-09-185813-9
  16. 2014年12月26日発売[97]、ISBN 978-4-09-185814-6
  17. 2015年1月30日発売[98]、ISBN 978-4-09-185815-3
  18. 2015年2月27日発売[99]、ISBN 978-4-09-185817-7
  19. 2015年3月30日発売[100]、ISBN 978-4-09-185818-4
  20. 2015年4月30日発売[101]、ISBN 978-4-09-185819-1

## アニメ

### テレビアニメ
『YAWARA! a fashionable judo girl!』のタイトルで、読売テレビとキティ・フィルムの制作でテレビアニメ化。1989年10月から1992年9月まで、日本テレビ系列にて全124話が放送された。アニメーション制作はマッドハウスが担当した。平均視聴率は14.7%。最高視聴率19.7%。
全124話中メインの話は計119話で、他に総集編2話（第54・55話）と滋悟郎の昔話（第19・37・90話。原作は『JIGORO!』として他の短編を含めて単行本化）をまとめた3話がある。原作をベースとしてはいるが、オリジナルの話も時折見られたほか、一部オリジナルのキャラクターを置いたこともあった。また、ソウルオリンピックはソウルでのワールドカップに変更されている。
本放送はバルセロナオリンピックに向けた形となり、その日のストーリーが終わると、「バルセロナオリンピックまであと○○日」と字が書かれたカウントダウンとともに、滋悟郎が（柔道以外の）サッカーやテニス、アーチェリー（弓をギターのように弾いている）、フェンシング（フルーレで皿回しをしている）、乗馬（ただし、馬は遊具）などの選手になりきるシーンで締めくくられていた。
原作ではバルセロナオリンピック無差別級決勝が作品終盤の山場となるが、テレビアニメでは原作の進行速度に合わず、バルセロナオリンピック選考を兼ねた全日本女子柔道選手権の柔対さやか戦までが描かれ、オリンピック本番を迎える前に終了している。ただ、放送終了時にはバルセロナオリンピックそのものが終了しており、原作でもまだそのシーンまで描かれていなかった。その後、1996年のアトランタオリンピック開催に合わせ、原作終盤のエピソードをバルセロナ五輪からアトランタ五輪に変更してアニメ化した作品『YAWARA! Special ずっと君のことが…。』が『金曜ロードショー』で放送され、アニメ作品としての完結を迎えた（詳細は#TVスペシャル節を参照）。

#### スタッフ（テレビアニメ）
- 原作 - 浦沢直樹[1]
- 製作 - 多賀英典（第1話 - 第102話）[49]→伊地智啓（第103話 - 第124話）[49]
- 企画 - 落合茂一[49]
- 監督 - ときたひろこ[1]
- シリーズ構成 - 井上敏樹[1]
- 音楽 - 森英治[1]、AXISS[1]
- キャラクターデザイン - 兼森義則[1]
- 美術監督 - 池田祐二[49]
- 音響監督 - 浦上靖夫[49]
- 音響効果 - 松田昭彦
- 音響制作 - AUDIO PLANNING U
- 撮影監督 - 石川欣一[49]→福田岳志[49]
- 企画プロデューサー - 諏訪道彦[49]
- プロデューサー - 丸山正雄[49]、鈴木聡[49]、向井達也[49]
- 設定 - 浦畑達彦[49]
- 制作協力 - マッドハウス[1]
- 制作 - 読売テレビ[49]、キティ・フィルム[49]

#### 主題歌（テレビアニメ）
主題歌のアニメーションではOP・EDともに、柔が色々なファッションに身を包んで登場していることがほとんどだが、これは監督のときたひろこが「普段は柔道着ばかり着て女の子らしい服装をする機会が少ないから、せめてOP・EDの中だけでも色々な服を着せてあげたかった」という意向を持っていたため。なお、本編はモノラル放送だったが、本放送時のみ主題歌の部分だけはステレオ放送になっていた。
オープニングテーマ
「ミラクル・ガール」
永井真理子による第1話 - 第43話のオープニングテーマ。作詞は亜伊林、作曲は藤井宏一、編曲は根岸貴幸。
「雨にキッスの花束を」
今井美樹による第44話 - 第81話のオープニングテーマ。作詞は岩里祐穂、作曲はKAN、編曲は佐藤準。
「負けるな女の子！」
原由子による第82話 - 第102話のオープニングテーマ。作詞・作曲は原由子、編曲は小林武史。
「YOU AND I」
永井真理子による第103話 - 第124話のオープニングテーマ。作詞・作曲は陣内大蔵、編曲は根岸貴幸。
エンディングテーマ
「スタンド・バイ・ミー」
姫乃樹リカによる第1話 - 第43話のエンディングテーマ。作詞は松本隆、作曲は矢萩渉、編曲は萩田光雄。
「笑顔を探して」
辛島美登里による第44話 - 第81話のエンディングテーマ。作詞・作曲は辛島美登里、編曲は若草恵。
「少女時代」
原由子による第82話 - 第102話のエンディングテーマ。作詞・作曲は原由子、編曲は小林武史と桑田佳祐。
「いつもそこに君がいた」
LAZY LOU's BOOGIEによる第103話 - 第124話のエンディングテーマ。作詞・作曲はLOU、編曲は松浦晃久とLAZY LOU's BOOGIE。
挿入歌
「Rainy Lady PM.9」
浦田健志による第1話の挿入歌。作詞・作曲は浦田健志、編曲は笹路正徳。
「大好きなシャツ」
渡辺満里奈による第114話の挿入歌。作詞・作曲・編曲はDOUBLE K'O' CORPORATION。
本楽曲は1992年に公開された映画『YAWARA! それゆけ腰ぬけキッズ!!』の主題歌としても使用された。

#### 各話リスト（テレビアニメ）
| 話数    | サブタイトル                                 | 脚本         | 絵コンテ     | 演出         | 作画監督              | 初放送日        |
| ------- | -------------------------------------------- | ------------ | ------------ | ------------ | --------------------- | --------------- |
| 第1話   | めざせバルセロナ！国民栄誉賞をとる少女ぢゃ!! | 井上敏樹     | ときたひろこ | ときたひろこ | 桜井邦彦              | 1989年 10月16日 |
| 第2話   | みつけた！柔のライバルは究極のお嬢さまぢゃ!! | 井上敏樹     | 山田勝久     | 山田勝久     | 浜崎博嗣              | 10月23日        |
| 第3話   | 風祭登場！恋にうつつをぬかすとは何事ぢゃ!!   | 井上敏樹     | さかいあきお | さかいあきお | さかいあきお          | 10月30日        |
| 第4話   | 柔を試合に出す作戦！これがわしのやり方ぢゃ!! | 菅良幸       | 坂田純一     | 坂田純一     | 百瀬義行              | 11月6日         |
| 第5話   | いざ実戦！柔の道は一日にしてならずぢゃ!!     | 菅良幸       | 岡村豊       | 滑川悟       | 君塚勝教              | 11月13日        |
| 第6話   | ついに激写！嵐を呼ぶ大スクープぢゃ!!         | 菅良幸       | 坂田純一     | 滑川悟       | 君塚勝教              | 11月20日        |
| 第7話   | ホッホッホッ！日本をゆるがす柔ブームぢゃ!!   | 井上敏樹     | 森川滋       | 浦畑達彦     | 高坂希太郎            | 11月27日        |
| 第8話   | もう柔道なんて‥‥あたし試合に出ます!!         | 井上敏樹     | さかいあきお | さかいあきお | さかいあきお          | 12月4日         |
| 第9話   | 柔のデビュー戦！アッという間に一本ぢゃ!!     | 菅良幸       | 坂田純一     | 滑川悟       | 君塚勝教              | 12月11日        |
| 第10話  | お母さんと一本背負い！90年代は柔の時代ぢゃ！ | 井上敏樹     | 坂田純一     | 坂田純一     | 桜井邦彦              | 12月18日        |
| 第11話  | 柔人気で高校大パニック！                     | 高橋義昌     | 森川滋       | 滑川悟       | 君塚勝教              | 1990年 1月8日   |
| 第12話  | 柔コーチの課外授業！                         | 菅良幸       | 藤原洋英     | 藤原洋英     | 栗原玲子              | 1月15日         |
| 第13話  | 柔の心は葉山にゆれた！                       | 井上敏樹     | 高坂希太郎   | 浦畑達彦     | 高坂希太郎            | 1月22日         |
| 第14話  | 柔のデートは監視がいっぱい！                 | 菅良幸       | 千明孝一     | 千明孝一     | 君塚勝教              | 1月29日         |
| 第15話  | 柔に恋の挑戦状！                             | 井上敏樹     | ときたひろこ | ときたひろこ | 桜井邦彦              | 2月5日          |
| 第16話  | 柔の武道館デビュー！                         | 井上敏樹     | さかいあきお | さかいあきお | 佐藤雄三              | 2月12日         |
| 第17話  | 柔の愛のメッセージ                           | 高橋義昌     | 森一浩       | 森一浩       | 君塚勝教              | 2月19日         |
| 第18話  | 決戦！柔vsさやか                             | 菅良幸       | 藤原洋英     | 藤原洋英     | 栗原玲子              | 2月26日         |
| 第19話  | 滋悟郎その愛 青春怒涛編                      | 井上敏樹     | 平田敏夫     | 平田敏夫     | 野田卓雄              | 3月5日          |
| 第20話  | 柔にビッグなお客様                           | 菅良幸       | 永丘昭典     | 浦田保則     | 佐藤雄三              | 3月12日         |
| 第21話  | 柔と青い目の居候                             | 井上敏樹     | しばきひろた | 森一浩       | 君塚勝教              | 3月19日         |
| 第22話  | レッツ ファイト ヤワラ！                     | 菅良幸       | さかいあきお | さかいあきお | 兼森義則              | 4月16日         |
| 第23話  | シーユー アゲイン 柔                         | 菅良幸       | ときたひろこ | ときたひろこ | 桜井邦彦              | 4月23日         |
| 第24話  | 柔の家庭教師は恋の達人                       | 井上敏樹     | 高坂希太郎   | 高坂希太郎   | 高坂希太郎            | 4月30日         |
| 第25話  | 恋と受験と柔の気持ち                         | 高橋義昌     | 坂田純一     | 森一浩       | 君塚勝教              | 5月7日          |
| 第26話  | 柔に衝撃の招待状！                           | 高橋義昌     | 藤原洋英     | 藤原洋英     | 佐藤雄三              | 5月14日         |
| 第27話  | 柔と恋の四角関係                             | 井上敏樹     | ときたひろこ | ときたひろこ | 大久保富彦            | 5月21日         |
| 第28話  | 我が青春のマドンナ柔                         | 菅良幸       | 坂田純一     | 坂田純一     | 桜井邦彦              | 5月28日         |
| 第29話  | もうひとつの片思い                           | 井上敏樹     | しばきひろた | 浦田保則     | 君塚勝教              | 6月4日          |
| 第30話  | 一人ぼっちの一本背負い                       | 菅良幸       | さかいあきお | さかいあきお | さかいあきお          | 6月11日         |
| 第31話  | 受験日のプレゼント                           | 高橋義昌     | 片山一良     | 片山一良     | 佐藤雄三              | 6月18日         |
| 第32話  | 合格発表は荒れ模様                           | 井上敏樹     | 藤原洋英     | 藤原洋英     | 北尾勝                | 6月25日         |
| 第33話  | めざせ全日本選手権！                         | 菅良幸       | 坂田純一     | 坂田純一     | 君塚勝教              | 7月2日          |
| 第34話  | ライバルたちの競演                           | 菅良幸       | しばきひろた | 浦畑達彦     | 大久保富彦            | 7月9日          |
| 第35話  | お嬢サマの執念                               | 井上敏樹     | 森川滋       | 森川滋       | 桜井邦彦              | 7月16日         |
| 第36話  | 嗚呼花園！涙の卒業式                         | -            | 高坂希太郎   | 高坂希太郎   | 高坂希太郎            | 7月23日         |
| 第37話  | 滋悟郎その愛 純愛飛翔編                      | 井上敏樹     | 平田敏夫     | 平田敏夫     | 逢坂浩司              | 7月30日         |
| 第38話  | 心ウキウキ女子大生活                         | 菅良幸       | 森脇真琴     | 森脇真琴     | 君塚勝教              | 8月6日          |
| 第39話  | ブルーナイトヨコハマ                         | 菅良幸       | 坂田純一     | 坂田純一     | 佐藤雄三              | 8月13日         |
| 第40話  | 富士子さんの秘密！                           | 高橋義昌     | 浅香守生     | 浅香守生     | 北尾勝                | 8月20日         |
| 第41話  | 一日だけのアルバイト                         | 川崎裕之     | 福富博       | 福富博       | 君塚勝教              | 8月27日         |
| 第42話  | ディスコで一本背負い！                       | 井上敏樹     | 藤原洋英     | 藤原洋英     | 大久保富彦            | 9月3日          |
| 第43話  | 無差別級こそ柔の道ぢゃ！                     | 井上敏樹     | 森川滋       | 浦畑達彦     | 桜井邦彦              | 9月17日         |
| 第44話  | 代表選手今夜発表！                           | 井上敏樹     | ときたひろこ | ときたひろこ | 兼森義則              | 10月15日        |
| 第45話  | ワールドカップが終わったら…                  | 菅良幸       | しばきひろた | 元永慶太郎   | 君塚勝教              | 10月22日        |
| 第46話  | 開幕！ワールドカップ                         | 川崎裕之     | 坂田純一     | 坂田純一     | 高坂希太郎            | 10月29日        |
| 第47話  | 危うし！日本女子柔道!!                       | 菅良幸       | 奥脇雅晴     | 神田直人     | 逢坂浩司              | 11月5日         |
| 第48話  | 無差別級の強豪たち                           | 井上敏樹     | 浅香守生     | 浅香守生     | 北尾勝                | 11月19日        |
| 第49話  | 柔VS女王ベルッケンス                         | 井上敏樹     | 片山一良     | 浦畑達彦     | 桜井邦彦              | 11月26日        |
| 第50話  | 柔と戦うために…                              | 菅良幸       | 藤原洋英     | 藤原洋英     | 君塚勝教              | 12月3日         |
| 第51話  | 虎滋郎からの手紙                             | 井上敏樹     | 坂田純一     | 坂田純一     | 佐藤雄三              | 12月10日        |
| 第52話  | 死闘！テレシコワ戦!!                         | 井上敏樹     | 浅香守生     | 浅香守生     | 大久保富彦            | 12月17日        |
| 第53話  | 松田の独占インタビュー                       | 井上敏樹     | 島崎大基     | 神田直人     | 北尾勝                | 1991年 1月7日   |
| 第54話  | 総集編1 すべてはあの一瞬からはじまった!!     | 井上敏樹     | ときたひろこ | ときたひろこ | 桜井邦彦              | 1月14日         |
| 第55話  | 総集編2 来た見た勝った！世界一の柔道ガール!! | 井上敏樹     | ときたひろこ | ときたひろこ | 桜井邦彦              | 1月21日         |
| 第56話  | 私、柔道やめます！                           | 井上敏樹     | 坂田純一     | 坂田純一     | 君塚勝教              | 1月28日         |
| 第57話  | 富士子さんの決意                             | 菅良幸       | 千明孝一     | 千明孝一     | 逢坂浩司              | 2月4日          |
| 第58話  | カナダからの手紙                             | 川崎裕之     | 岡村豊       | 岡村豊       | 佐藤雄三              | 2月11日         |
| 第59話  | 最後の一本背負い!?                           | 川崎裕之     | 藤原洋英     | 藤原洋英     | 北尾勝                | 2月18日         |
| 第60話  | 日本一弱い柔道部                             | 菅良幸       | 浅香守生     | 浅香守生     | 君塚勝教              | 2月25日         |
| 第61話  | 究極の特訓メニューぢゃ！                     | 川崎裕之     | 高坂希太郎   | 高坂希太郎   | 高坂希太郎            | 3月4日          |
| 第62話  | あぶないデビュー戦！                         | 菅良幸       | 島崎大基     | 浦畑達彦     | 桜井邦彦              | 3月11日         |
| 第63話  | 秘技！白鳥の湖!!                             | 川崎裕之     | 坂田純一     | 坂田純一     | 佐藤雄三              | 3月18日         |
| 第64話  | 私、出てみようかな                           | 井上敏樹     | 高遠和茂     | 元永慶太郎   | 君塚勝教              | 4月15日         |
| 第65話  | 富士子と恋と柔道と                           | 菅良幸       | 大久保富彦   | 浅香守生     | 大久保富彦            | 4月22日         |
| 第66話  | みんな柔を倒したい！                         | 菅良幸       | 神田直人     | 神田直人     | 逢坂浩司              | 4月29日         |
| 第67話  | 立ちはだかる大きな壁                         | 川崎裕之     | 藤原洋英     | 藤原洋英     | 北尾勝                | 5月6日          |
| 第68話  | 白鳥VS重戦車                                 | 川崎裕之     | 浅香守生     | 浅香守生     | 君塚勝教              | 5月13日         |
| 第69話  | がんばってキョンキョン！                     | 川崎裕之     | 森脇真琴     | 森脇真琴     | 桜井邦彦              | 5月27日         |
| 第70話  | 邪魔者は消えなさい！                         | 菅良幸       | 坂田純一     | 坂田純一     | 高坂希太郎            | 6月3日          |
| 第71話  | 電光石火の一本背負い                         | 井上敏樹     | 高遠和茂     | 浦畑達彦     | 佐藤雄三              | 6月10日         |
| 第72話  | なるか！驚異の5人抜き                        | 井上敏樹     | 岡村豊       | 岡村豊       | 君塚勝教              | 6月17日         |
| 第73話  | 猪熊虎滋郎動く！                             | 菅良幸       | 神田直人     | 神田直人     | 大久保富彦            | 6月24日         |
| 第74話  | 柔の就職戦線異状あり！                       | 井上敏樹     | 藤原洋英     | 藤原洋英     | 北尾勝                | 7月1日          |
| 第75話  | 恋の体重別選手権                             | 井上敏樹     | ときたひろこ | ときたひろこ | 逢坂浩司              | 7月8日          |
| 第76話  | あったまきちゃった!!                         | 菅良幸       | 福富博       | 福富博       | 君塚勝教              | 7月15日         |
| 第77話  | 新必殺技！くるみ割り人形!!                   | 川崎裕之     | 坂田純一     | 坂田純一     | 桜井邦彦              | 7月22日         |
| 第78話  | 笑顔の一本背負い！                           | 川崎裕之     | 浅香守生     | 浅香守生     | 佐藤雄三              | 7月29日         |
| 第79話  | がんばれ富士子！一等賞は目の前だ!!           | 井上敏樹     | 岡村豊       | 岡村豊       | 高坂希太郎            | 8月5日          |
| 第80話  | 世界選手権代表決定！                         | 菅良幸       | 神田直人     | 神田直人     | 君塚勝教              | 8月12日         |
| 第81話  | 富士子の強化合宿初体験！                     | 川崎裕之     | 森脇真琴     | 森脇真琴     | 北尾勝                | 9月9日          |
| 第82話  | 開幕！ユーゴスラビア世界選手権               | 菅良幸       | 藤原洋英     | 藤原洋英     | 佐藤雄三              | 10月14日        |
| 第83話  | 世界の強豪目白押し！                         | 井上敏樹     | 大久保富彦   | 浅香守生     | 大久保富彦            | 10月21日        |
| 第84話  | 初めてのプレッシャー                         | 井上敏樹     | 坂田純一     | 坂田純一     | 君塚勝教              | 10月28日        |
| 第85話  | 世界にはばたく白鳥の湖                       | 菅良幸       | 奥脇雅晴     | 神田直人     | 桜井邦彦              | 11月4日         |
| 第86話  | 絶好調と絶不調！                             | 菅良幸       | 浅香守生     | 浅香守生     | 北尾勝                | 11月11日        |
| 第87話  | 爆走！パッパラーおじさん                     | 川崎ヒロユキ | 岡村豊       | 岡村豊       | 佐藤雄三              | 11月18日        |
| 第88話  | 大激突！白鳥の湖VS裏投げ!!                   | 井上敏樹     | 藤原洋英     | 藤原洋英     | 君塚勝教              | 11月25日        |
| 第89話  | 不敗神話！                                   | 川崎裕之     | 高坂希太郎   | 高坂希太郎   | 高坂希太郎 藤田しげる | 12月2日         |
| 第90話  | 滋悟郎その愛 ―感涙友情編―                    | 菅良幸       | ときたひろこ | ときたひろこ | 阿部司                | 12月9日         |
| 第91話  | 今度は卒業記念試合ぢゃ！                     | 川崎裕之     | 坂田純一     | 坂田純一     | 大久保富彦            | 12月16日        |
| 第92話  | 発覚！究極の陰謀                             | 井上敏樹     | 神田直人     | 神田直人     | 君塚勝教              | 1992年 1月6日   |
| 第93話  | キョンキョン命がけ！                         | 井上敏樹     | 浅香守生     | 浅香守生     | 佐藤雄三              | 1月13日         |
| 第94話  | 太っててよかった！                           | 川崎裕之     | 奥脇雅晴     | 浅香守生     | 北尾勝                | 1月20日         |
| 第95話  | 一本とって勝てィ！                           | 井上敏樹     | 滑川悟       | 滑川悟       | 高坂希太郎            | 1月27日         |
| 第96話  | 帰ってきたお嬢サマ                           | 川崎裕之     | 福富博       | 浅香守生     | 佐藤雄三              | 2月3日          |
| 第97話  | 卒業式が終わったら…                          | 菅良幸       | 藤原洋英     | 藤原洋英     | 大久保富彦            | 2月10日         |
| 第98話  | ファーストキス！                             | 井上敏樹     | 山田勝久     | 山田勝久     | 君塚勝教              | 2月17日         |
| 第99話  | 新入社員の初仕事                             | 菅良幸       | 森脇真琴     | 森脇真琴     | 北尾勝                | 2月24日         |
| 第100話 | 北海道と武道館                               | 川崎裕之     | 神田直人     | 神田直人     | 佐藤雄三              | 3月2日          |
| 第101話 | 不戦敗にはさせない！                         | 菅良幸       | 岡村天斎     | 岡村天斎     | 君塚勝教              | 3月9日          |
| 第102話 | 走れ！全日本選手権!!                         | 川崎ヒロユキ | 浅香守生     | 浅香守生     | 高坂希太郎            | 3月16日         |
| 第103話 | さやか怒濤の快進撃                           | 菅良幸       | 滑川悟       | 滑川悟       | 北尾勝                | 4月13日         |
| 第104話 | 宿命の対決！                                 | 井上敏樹     | 阿部司       | 阿部司       | 君塚勝教              | 4月20日         |
| 第105話 | お嬢様の秘密兵器                             | 井上敏樹     | 坂田純一     | 坂田純一     | 藤田しげる            | 4月27日         |
| 第106話 | 夢の親友対決！                               | 井上敏樹     | 藤原洋英     | 藤原洋英     | 佐藤雄三              | 5月4日          |
| 第107話 | …泊っていこうかな                            | 井上敏樹     | 大久保富彦   | 大久保富彦   | 大久保富彦            | 5月11日         |
| 第108話 | 男たちの決意！                               | 井上敏樹     | 神田直人     | 神田直人     | 君塚勝教              | 5月18日         |
| 第109話 | 花園、炎のアイラブユー！                     | 井上敏樹     | 浅香守生     | 浅香守生     | 高坂希太郎            | 5月25日         |
| 第110話 | わたしのチャンピオン                         | 井上敏樹     | 滑川悟       | 滑川悟       | 北尾勝                | 6月1日          |
| 第111話 | 富士子 衝撃の引退宣言！                      | 菅良幸       | 坂田純一     | 坂田純一     | 藤田しげる            | 6月8日          |
| 第112話 | お父さんのうしろ姿                           | 菅良幸       | 阿部司       | 阿部司       | 君塚勝教              | 6月15日         |
| 第113話 | 不敗神話が終わる時                           | 菅良幸       | 森脇真琴     | 森脇真琴     | 大久保富彦            | 6月22日         |
| 第114話 | 世界一のお嬢サマ                             | 菅良幸       | 神田直人     | 神田直人     | 高坂希太郎            | 6月29日         |
| 第115話 | 富士子ママの挑戦！                           | 菅良幸       | 滑川悟       | 滑川悟       | 藤田しげる            | 7月6日          |
| 第116話 | バカこくでねえ！                             | 菅良幸       | 坂田純一     | 坂田純一     | 大久保富彦            | 7月20日         |
| 第117話 | 最高のプレゼント                             | 菅良幸       | 阿部司       | 阿部司       | 高坂希太郎            | 7月27日         |
| 第118話 | さやかの極秘特訓                             | 井上敏樹     | 神田直人     | 神田直人     | 藤田しげる            | 8月3日          |
| 第119話 | 爆弾発言！                                   | 井上敏樹     | 滑川悟       | 滑川悟       | 桜井邦彦              | 8月17日         |
| 第120話 | 復活の一本背負い！                           | 井上敏樹     | 坂田純一     | 坂田純一     | 佐藤雄三              | 8月24日         |
| 第121話 | バルセロナへ行くんだから                     | 井上敏樹     | 阿部司       | 阿部司       | 君塚勝教              | 8月31日         |
| 第122話 | はじめての一等賞                             | 井上敏樹     | 岡村天斎     | 岡村天斎     | 大久保冨彦            | 9月7日          |
| 第123話 | 死闘                                         | 井上敏樹     | 坂田純一     | 坂田純一     | 高坂希太郎            | 9月14日         |
| 第124話 | ずっと君のことが                             | 井上敏樹     | ときたひろこ | ときたひろこ | 藤田しげる            | 9月21日         |

#### 放送局（テレビアニメ）
| 放送期間                                            | 放送時間                            | 放送局         | 対象地域       | 備考                                |
| --------------------------------------------------- | ----------------------------------- | -------------- | -------------- | ----------------------------------- |
| 1989年10月16日 - 1992年9月21日                      | 月曜 19:30 - 20:00                  | 読売テレビ     | 近畿広域圏     | 制作局                              |
|                                                     |                                     | 札幌テレビ     | 北海道         |                                     |
|                                                     |                                     | 青森放送       | 青森県         |                                     |
|                                                     |                                     | テレビ岩手     | 岩手県         |                                     |
|                                                     |                                     | ミヤギテレビ   | 宮城県         |                                     |
|                                                     |                                     | 秋田放送       | 秋田県         |                                     |
|                                                     |                                     | 山形放送       | 山形県         | [ 注 32 ]                           |
|                                                     |                                     | 福島中央テレビ | 福島県         |                                     |
|                                                     |                                     | 日本テレビ     | 関東広域圏     |                                     |
|                                                     |                                     | テレビ新潟     | 新潟県         |                                     |
|                                                     |                                     | 北日本放送     | 富山県         |                                     |
|                                                     |                                     | 福井放送       | 福井県         | [ 注 33 ]                           |
|                                                     |                                     | 山梨放送       | 山梨県         |                                     |
|                                                     |                                     | 静岡第一テレビ | 静岡県         |                                     |
|                                                     |                                     | 中京テレビ     | 中京広域圏     |                                     |
|                                                     |                                     | 日本海テレビ   | 鳥取県・島根県 |                                     |
|                                                     |                                     | 広島テレビ     | 広島県         |                                     |
|                                                     |                                     | 山口放送       | 山口県         | [ 注 32 ]                           |
|                                                     |                                     | 四国放送       | 徳島県         |                                     |
|                                                     |                                     | 西日本放送     | 香川県・岡山県 |                                     |
|                                                     |                                     | 南海放送       | 愛媛県         |                                     |
|                                                     |                                     | 高知放送       | 高知県         |                                     |
|                                                     |                                     | 福岡放送       | 福岡県         |                                     |
|                                                     |                                     | 熊本県民テレビ | 熊本県         |                                     |
| 1989年 - 1991年 1991年4月15日 - 1992年9月21日       | 日曜 7:30 - 8:00 月曜 19:30 - 20:00 | テレビ信州     | 長野県         | [ 注 34 ]                           |
| 1990年4月16日 - 1992年9月21日                       | 月曜 19:30 - 20:00                  | テレビ金沢     | 石川県         | 1990年4月1日開局。 第22話から放送。 |
| 1990年10月11日 - 1993年5月6日                       | 木曜 16:00 - 16:30                  | テレビ大分     | 大分県         | [ 注 35 ]                           |
| 1991年4月15日 - 1992年9月21日                       | 月曜 19:30 - 20:00                  | 長崎国際テレビ | 長崎県         | 1991年4月1日開局。 第64話から放送。 |
| （遅れネット）                                      | 月曜 16:30 - 17:00                  | テレビ宮崎     | 宮崎県         | [ 注 36 ]                           |
| 放送時間は1992年5月中旬 - 6月上旬時点のものとする。 |                                     |                |                |                                     |

CS局での再放送はフジテレビONE（旧フジテレビ739）・フジテレビNEXT、フジテレビ739での放送前には日テレプラス&サイエンス（現・日テレプラス）、キッズステーション、衛星劇場で放送されていたが、2015年よりアニマックスに放映権が移行し、HDリマスター版での放送に変更された。なお、「バルセロナオリンピックまであと○○日」と字が書かれるシーンはカットされているほか、主題歌の最後やCM前ではやや不自然な形で暗転するフェードアウト処理が加えられている。地上波では千葉テレビ放送で2016年にこのHDリマスター版が初めて放送された。2017年11月からはテレ朝チャンネル2で、2019年1月からはBS12 トゥエルビ（2話連続放送）で、2019年2月からはテレビ埼玉でHDリマスター版の放送が開始された。
| 読売テレビをはじめとする日本テレビ系列 月曜 19:30 - 20:00                                                                                   | 読売テレビをはじめとする日本テレビ系列 月曜 19:30 - 20:00                                               | 読売テレビをはじめとする日本テレビ系列 月曜 19:30 - 20:00 |
| 前番組 | 番組名                                                                                                  | 次番組                                                    |
| --- | --- | --------------------------------------------------------- |
| 美味しんぼ（第1話 - 第43話） （1988年10月17日 - 1989年9月25日） - ※ここまで日本テレビ制作のアニメ枠 - ※第44話以降は火曜 19:30 - 20:00に移動 | YAWARA! a fashionable judo girl! （1989年10月16日 - 1992年9月21日） - ※ここから読売テレビ制作のアニメ枠 | コボちゃん （1992年10月19日 - 1994年3月21日）             |

### TVスペシャル
先述のテレビアニメで描かれなかった原作終盤のエピソードをアニメ化した作品『YAWARA! Special ずっと君のことが…。』が、1996年7月19日に日本テレビ系列の『金曜ロードショー』にて放送された。同年7月20日に開幕するアトランタオリンピックに合わせて放送され、柔が出場するオリンピックは原作でのバルセロナオリンピックからアトランタオリンピックに変更されている。
放送時には田村亮子が映画解説者としてゲスト出演している。柔対ジョディの試合がメインとなっており、柔対テレシコワ戦はほとんどカットされた。また、原作の邦子誘拐事件は車の事故に変更されている。視聴率は関東地方で16.6%、関西地方で17.9%。

#### スタッフ（TVスペシャル）
- 原作 - 浦沢直樹
- 監督・絵コンテ・演出 - 浅香守生
- 企画 - 中谷敏夫、諏訪道彦、田旗ひろし、落合茂一
- 脚本 - 井上敏樹
- キャラクターデザイン - 兼森義則、君塚勝教
- 作画監督 - 君塚勝教
- 美術監督 - 池田祐二
- 撮影監督 - 山口仁
- 音楽 - 森英治
- 音響監督 - 浦上靖夫
- 音楽プロデューサー - 辻畑鉄也
- プロデューサー - 中谷敏夫、諏訪道彦、室永昭司、丸山正雄
- 協力 - 全日本柔道連盟、日本オリンピック委員会
- 制作協力 - マッドハウス
- 制作 - 日本テレビ、読売テレビ、バップ、キティ・フィルム

#### 主題歌（TVスペシャル）
「Today is another day」
ZARDによる主題歌。作詞は坂井泉水、作曲は織田哲郎、編曲は池田大介。
「見つめていたいね」
ZARDによる挿入歌。作詞は坂井泉水、作曲は栗林誠一郎、編曲は明石昌夫。

#### 放送局（TVスペシャル）
| 放送日                           | 放送時間           | 放送局                                                                      | 対象地域 | 備考      |
| -------------------------------- | ------------------ | --------------------------------------------------------------------------- | -------- | --------- |
| 1996年7月19日                    | 金曜 21:03 - 22:54 | 日本テレビ（制作局）・読売テレビ（制作局） ほか日本テレビ系列フルネット27局 | 日本国内 | [ 114 ]   |
|                                  |                    | 福井放送                                                                    | 福井県   | [ 注 33 ] |
|                                  |                    | テレビ宮崎                                                                  | 宮崎県   | [ 注 36 ] |
| 全局『金曜ロードショー』で放送。 |                    |                                                                             |          |           |

### 劇場アニメ
『YAWARA! それゆけ腰ぬけキッズ!!』 のタイトルで1992年8月1日に劇場アニメが公開された。配給はアルゴプロジェクト。原作者の原案によるオリジナルストーリーである。
同時上映作品は『らんま1/2 決戦桃幻郷! 花嫁を奪りもどせ!!』である。

#### ストーリー（劇場アニメ）
夏のある日、柔は銀杏柔道会の真由美ら、5人の小学生に出会う。真由美が率いる男女混合5人組は弱小チームで、今日もライバルのライザ柔道チームに完敗してきたところだった。柔は彼らをコーチすることになるが、真由美以外は全く練習に身が入らない。そんなある日、メンバーのひとりがライザ組に袋叩にされる事件が発生し、ライバル意識に目覚めた5人組は、ライザを倒すべく、柔のもとで再び結束を固めるのだった。

#### 登場人物（劇場アニメ）

##### レギュラーキャラクター
- 猪熊柔
- 猪熊滋悟郎
- 松田耕作
- 本阿弥さやか
- 花園薫

##### オリジナルキャラクター

###### 銀杏柔道会
町内の熊野神社で、畳を敷いて子供たちに柔道を教えている青空柔道教室。真由美と純二は、幼少の頃から真由美の父にここで柔道を教えてもらっている。
外村真由美
声 - 鷲角ゆかり
この話のもう1人の主人公。小学6年生。警察官で銀杏柔道会を開く父を持つが、父が病気で倒れて以降、門下生が日に日に減っていってしまっている。
石田裕次郎
声 - 合野琢真
銀杏柔道会の副将。チームで1番お調子者で目立ちたがり屋。両親は会社を経営しているが、倒産している。裕次郎の両親はいつも悲観的で「超えられない壁だよ」と裕次郎に言っている。
チョロ
声 - 高橋覚
本名は平岡尚、銀杏柔道会の次鋒。父親はラーメン屋を経営していて、出前の配達をよく手伝っている。
梅本逸郎
声 - 杉浦明彦
銀杏柔道会の先鋒、いつも本が手放せないガリ勉タイプだがテストの成績は悪く、おまけにテスト中にすぐ気を失うほど基礎体力が極端に低い。教育ママに「柔道は受験に必要な基礎体力をつけるため」と習うのを許されている。
井沢俊彦
声 - 田中圭
花園の甥っ子で銀杏柔道会の中堅。肥満体で泣き虫。超過保護な母親と淡々としているが、息子を応援している父親がいる。

###### ライザ柔道クラブ
本阿弥グループが出資する柔道クラブで、コーチをはじめ、純二を大将をはじめとした5人のチームが銀杏柔道会のチームを迎え撃つ。残りの4人の子供たちはさやかと同様、高慢で高飛車な性格である。
相良純二
声 - 浪川大輔
真由美の幼なじみでライバル。柔道の実力は真由美と互角。元は銀杏柔道会に所属していたが、ライザに授業料免除という特待生待遇で引き抜かれる。真由美のことを女として意識して以降、彼女に対して素直に接することができなくなってしまう。次の大会で男女が合同で戦えるのが最後の大会のため、真由美は彼を投げ飛ばすことを目標にしている。

#### スタッフ（劇場アニメ）
- 原作・原案 - 浦沢直樹
- 製作 - 鎌田龍児、伊地智啓、長谷川誠
- 企画 - 落合茂一
- 監督 - ときたひろこ
- 脚本 - 井上敏樹
- 絵コンテ - 浅香守生、神田直人、ときたひろこ
- 演出 - 浅香守生
- 作画監督 - 君塚勝教
- キャラクターデザイン - 兼森義則
- 美術監督 - 池田祐二
- 色彩設定 - 中村美和子
- 撮影監督 - 福田岳志
- 編集 - 尾形治敏、伊藤勇喜子、末吉文弘
- 音響監督 - 浦上靖夫
- 音響制作 - オーディオ・プランニング・ユー
- 音楽 - 佐久間正英
- 企画プロデューサー - 諏訪道彦
- プロデューサー - 鈴木聡、向井達也、小松茂明、丸山正雄
- 設定 - 浦畑達彦
- アニメーション制作協力 - マッドハウス
- 制作 - キティ・フィルム
- 製作 - 読売テレビ、キティ・フィルム、日本ビクター
- 配給 - アルゴ・プロジェクト

#### 主題歌（劇場アニメ）
「大好きなシャツ」
渡辺満里奈による主題歌。作詞・作曲・編曲はDOUBLE K'O' CORPORATION。
本楽曲はテレビアニメで挿入歌として使用されたことがある。
「WHAT'S THE PARADISE?」
THE MINKSによる挿入歌。作詞は岡田ヨシアキ、作曲は松橋秀信、編曲はTHE MINKS。

### 映像ソフト
VHS版とLD版がCICビクターよりリリースされたが、既に全巻廃盤となっており、DVDは限定BOXと北米版のみ（北米版は40話までの収録）で、レンタルはされていない（VHS版は販売用とレンタルがあった）。DVDはファイブエースのカタログには『うる星やつら』などと同様に単巻での販売予定と記載されていたが、最終的には限定BOXという形式に落ち着いた。その後、バップからBlu-rayBOXとDVD-BOXがそれぞれリリースされ、第1話から第43話を収録したBOX1が2014年8月20日に、第44話から第81話を収録したBOX2が2014年12月24日に、第82話から第124話に加え、長らく廃盤となっていた劇場版とTVスペシャルを収録したBOX3が2015年3月25日に発売された。全3BOX購入特典として作者の浦沢が選んだ原作の名シーンをプリントしたオリジナルTシャツがプレゼントされた。レンタルDVD専用で単巻DVDもあり劇場版とTVスペシャルも揃っている。

## 実写版映画
浅香唯の主演で実写映画化され、1989年4月15日に東宝の配給で公開された。製作は東宝映画とハミングバード。柔道家やプロレスラーがカメオ出演している。公開後にVHSがリリースされたが、2024年8月現在、DVD・Blu-rayはリリースされていない。
原作者の浦沢は脚本を読んで「これは違う」と自ら全て書き直した物をプロデューサーに渡したが全く使われず、憤慨して記者会見をボイコットしたと語っている。
興行的には失敗であったとされ、東宝の正月興行がアイドル映画からゴジラ映画へ転換する一因になった。
同時上映作品は『冬物語』であった。

### キャスト（実写版映画）
- 猪熊 柔 - 浅香唯
- 猪熊 滋悟郎 - 小林桂樹
- 猪熊 虎滋郎 - 菅原文太
- 松田 耕作 - 阿部寛
- 本阿弥 さやか - 山下容莉枝
- 風祭 進之介 - 竹内力
- 伊東 富士子 - 平山玲子
- 祐天寺 豪造 - 常田富士男
- 本阿弥 錦之介 - 石坂浩二
- 鴨田 - 仲本工事
- 山下 泰裕 - 山下泰裕
- 山口 香 - 山口香
- 前田 日明 - 前田日明
- 高田 延彦 - 高田延彦
- 馬渕 よしの - 馬渕よしの
- ラッシュワン - ラシュワン
- 柳澤監督学長 - 中庸助
- 新田純一、大林丈史、渡辺篤史、北村和夫、長江英和、真矢武、篠岡美佳、川口節子、川島美津子、辻親八、深作覚 ほか

### スタッフ（実写版映画）
- 原作 - 浦沢直樹
- 製作総指揮 - 小林敏峯
- 製作 - 坂本幸夫、小倉斉
- 企画 - 小倉斉
- 企画協力 - 内山甲子郎
- プロデューサー - 小田祥雄
- 監督 - 吉田一夫
- 脚本 - 関本郁夫
- 撮影 - 岸本正広
- 美術 - 薩谷和夫
- 録音 - 池田昇
- 照明 - 大澤暉男
- 音楽 - 矢島賢
- 音楽プロデューサー - 加藤要
- 音楽ディレクター - 山本竜央、大場龍男
- 編集 - 長田千鶴子
- 助監督 - 山下賢章
- 監督助手 - 手塚昌明
- 製作担当者 - 徳増俊郎
- 製作協力 - 小学館、六本木オフィス
- 製作 - 東宝映画、ハミングバード
- 配給 - 東宝

### 主題歌（実写版映画）
主題歌「NEVERLAND 〜YAWARA!メインテーマ〜」
作詞 - 麻生圭子 / 作曲 - NOBODY / 編曲 - 井上鑑 / 歌 - 浅香唯
挿入歌「TRUE LOVE」
作詞 - 吉元由美 / 作曲 - 井上ヨシマサ / 編曲 - 井上鑑 / 歌 - 浅香唯
挿入歌「笑顔はどうしたの」
作詞 - 麻生圭子 / 作曲 - NOBODY / 編曲 - 井上鑑 / 歌 - 浅香唯

## ゲーム
YAWARA!（PCエンジンCD-ROM2/SUPER CD-ROM2両対応、1992年10月1日発売、ソフィックス
コマンドを選択しながら、TVアニメを見るような感覚でストーリーを楽しむデジタルコミック（アドベンチャーゲーム）。CD-ROMの特性を活かし、TVシリーズのアニメーターが手掛けた原画によりアニメーション処理されたグラフィックとTVアニメと同じキャストによるフルボイスで、単行本1巻から6巻までのストーリーが再現されている。物語は松田耕作の視点で進む。主題歌は、OPが「ミラクルガール」、EDが「スタンド・バイ・ミー」。
ファミコン通信クロスレビューでは7、4、6、5の22点。レビュアーはゲーム的要素はなく謎解きで詰まることもなく選択肢も少ない物語を楽しむ流行のデジタルコミックで演出やテンポ、グラフィックがよく過去の同タイプのソフトでは群を抜いていて、原作ファンではなくても楽しめるとした者と所々省略されている部分もあるため知らないとわからないとする者で分かれた。「Best Picks of This Week」の欄では同じ号でレビューした12作品中レビュアー4人中1人が本作を選んだ。
YAWARA!2（PCエンジンSUPER CD-ROM2、1994年9月23日発売、ソフィックス）
前作と同じデジタルコミック。原作のソウル五輪終了後から三葉女子短大の紫陽花杯優勝までの物語が収録されており、今作では伊東富士子の視点で物語が進む。また他に「対戦型の柔道アクションゲーム」「クイズ」「キャラクターデータベース」などのオマケモードも収録されている。主題歌は、OPが「YOU AND I」、EDが「いつもそこに君がいた」。